# Biserica reformată din Atid

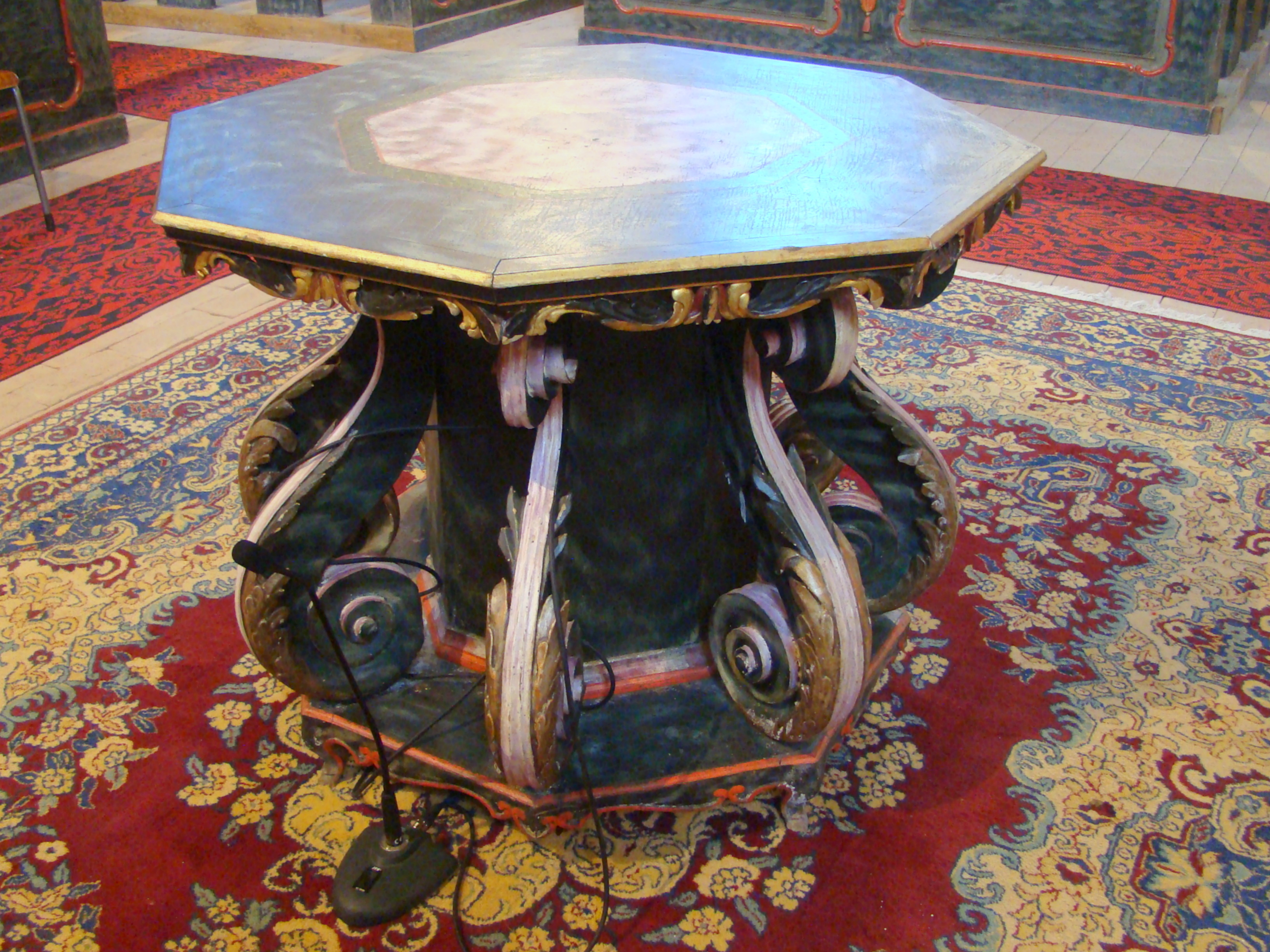
Masa Domnului

Biserica reformată din Atid este un monument istoric aflat pe teritoriul satului Atid; comuna Atid, județul Harghita.

## Localitatea
Atid (în maghiară Etéd) este satul de reședință al comunei cu același nume din județul Harghita, Transilvania, România. Este menționat pentru prima dată în izvoarele istorice în 1566.

## Biserica
Ansamblul bisericii reformate din Atid este unul dintre cele mai mari edificii de cult din Scaunul Odorhei construit în epoca modernă. Biserica se află în partea centrală a satului, pe malul stâng al râului Cușmed, pe o suprafață relativ joasă, la o altitudine de 539-540 m.
Conform tradiției locale, satul Atid a fost filie a satului vecin Cușmed (după alte relatări parohia-mamă ar fi fost Atia), despărțindu-se de acesta numai în secolul al XVII-lea. József Benkő a datat constituirea parohiei în 1624, dar după opinia lui Balázs Orbán acest fapt ar fi avut loc numai în 1682. Ceea ce este sigur este faptul că cel târziu în 1678 satul a avut o biserică parohială, sfințită în 1680. Acest fapt este dovedit de portalul renascentist cu inscripția 1678, folosit ulterior ca portal sudic al bisericii construite la cumpăna secolelor XVIII/XIX. Construcția bisericii a început în anul 1672, când satul a primit 200 de metri cubi de sare de la ocnele de sare (Sófalva). Această biserică a fost distrusă în incendiul din 1792, amintit de izvoarele istorice contemporane, respectiv de inscripția clopotelor bisericii (cel mic din bronz turnat în 1792 după incendiu, respectiv cel mare din fier, turnat în 1924). În timpul marelui incendiu au fost distruse 110 case, turnul-clopotniță (clădit probabil din lemn, aflat separat de biserică) și șarpanta bisericii. În 1792 au fost începute lucrările de construcție a bisericii noi, fiind construit mai întâi turnul-clopotniță și înlocuită șarpanta bisericii vechi. Spre sfârșitul secolului al XVIII-lea au fost efectuate lucrările de construcție a bisericii noi, aceasta fiind finalizată în jurul anului 1801 (inscripția amvonului).
La solicitarea parohiei reformate, specialiștii muzeului Haáz Rezső din Odorheiu Secuiesc au efectuat mai multe campanii de săpături arheologice și au scos la suprafață rămășițele zidurilor bisericilor anterioare, adunând informații prețioase despre acestea.

## Imagini din exterior

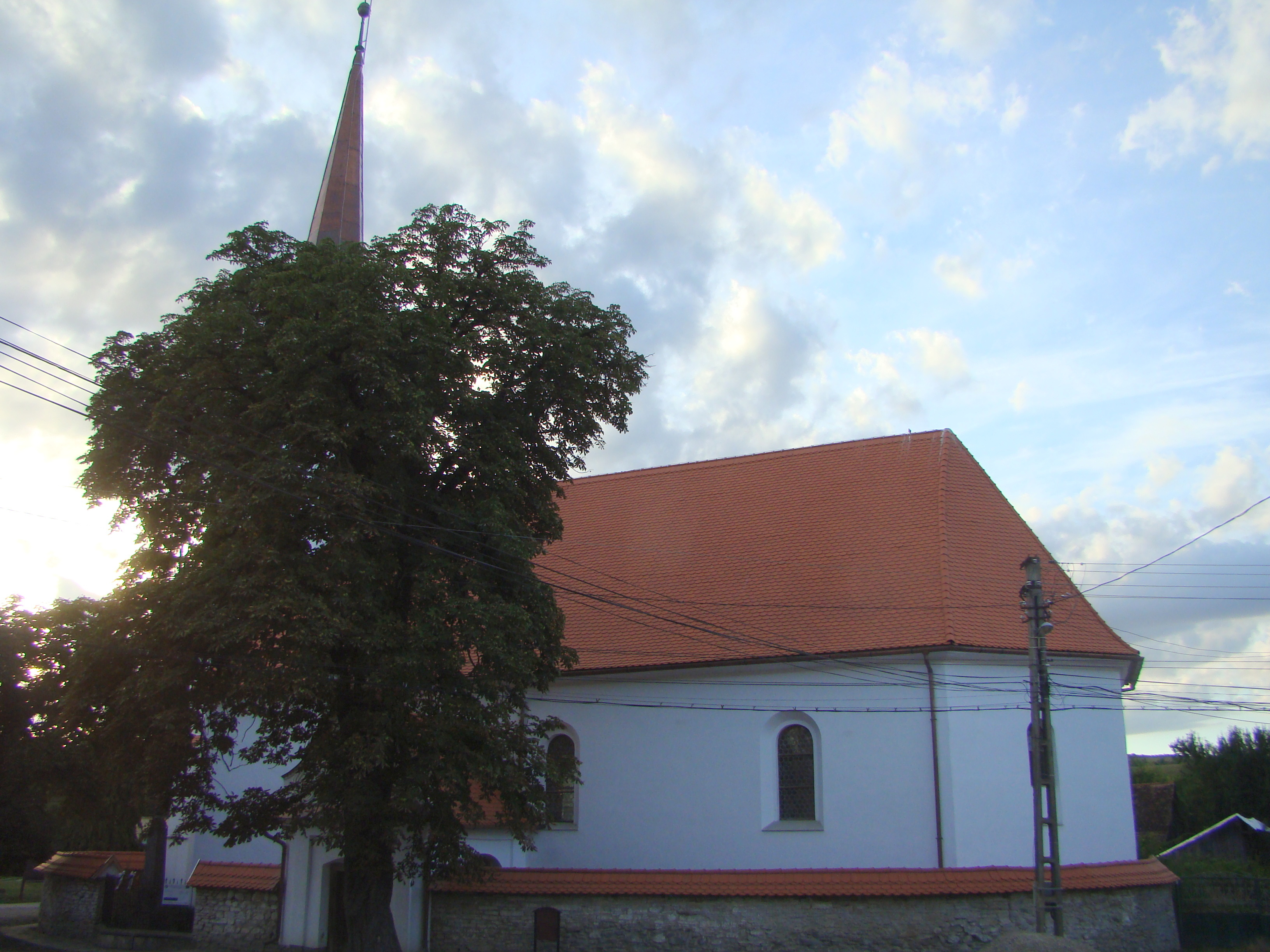
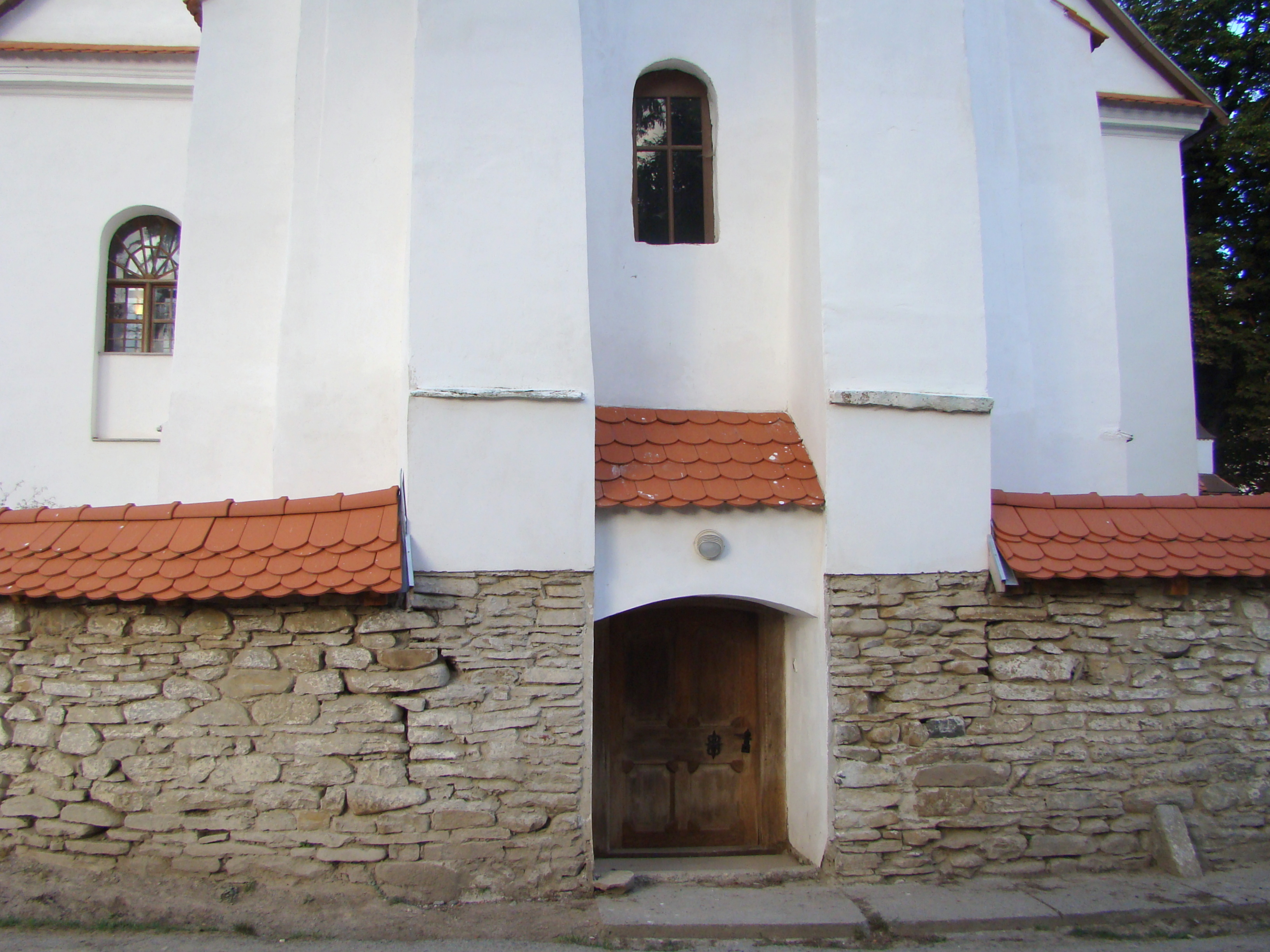
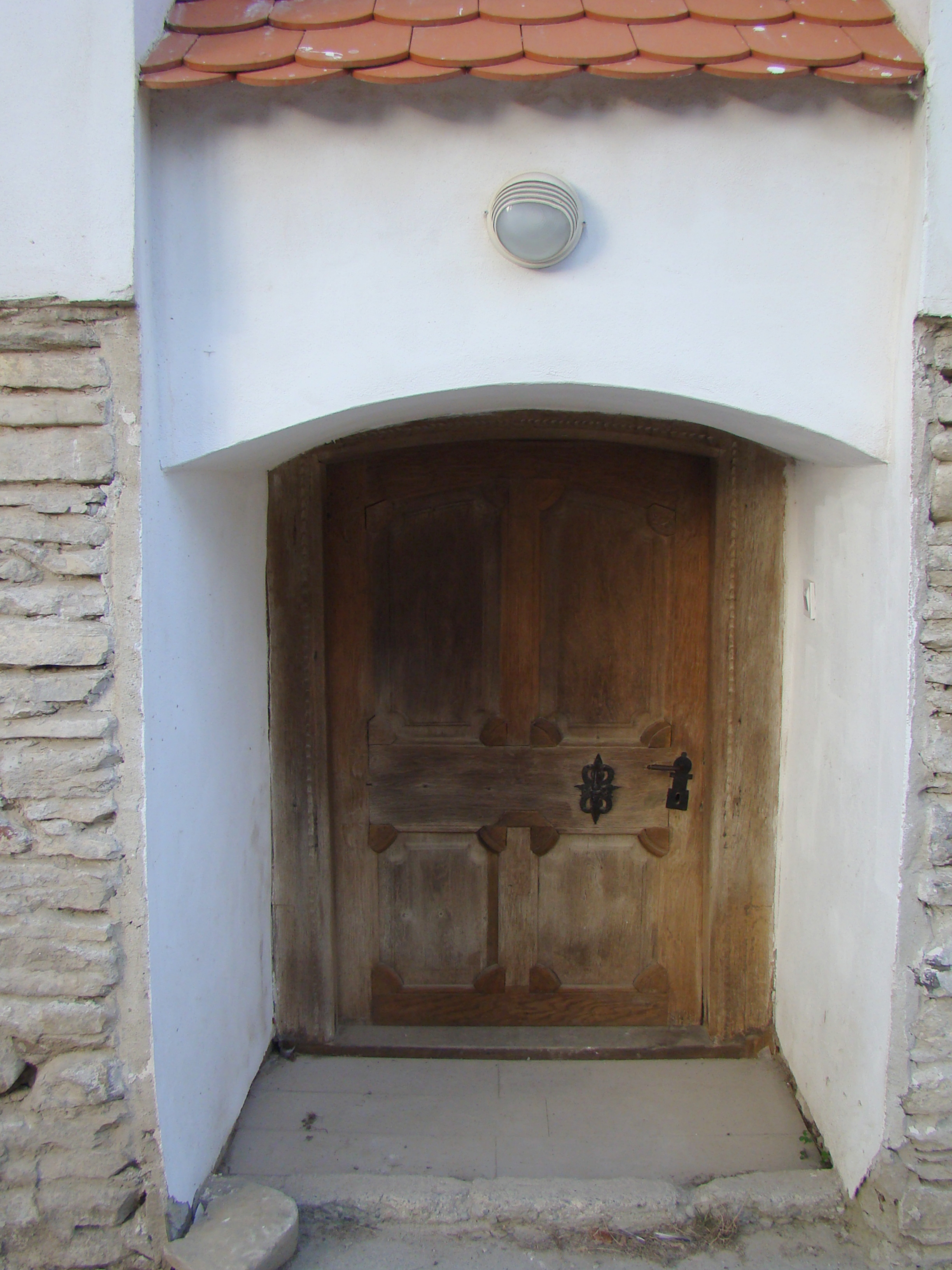
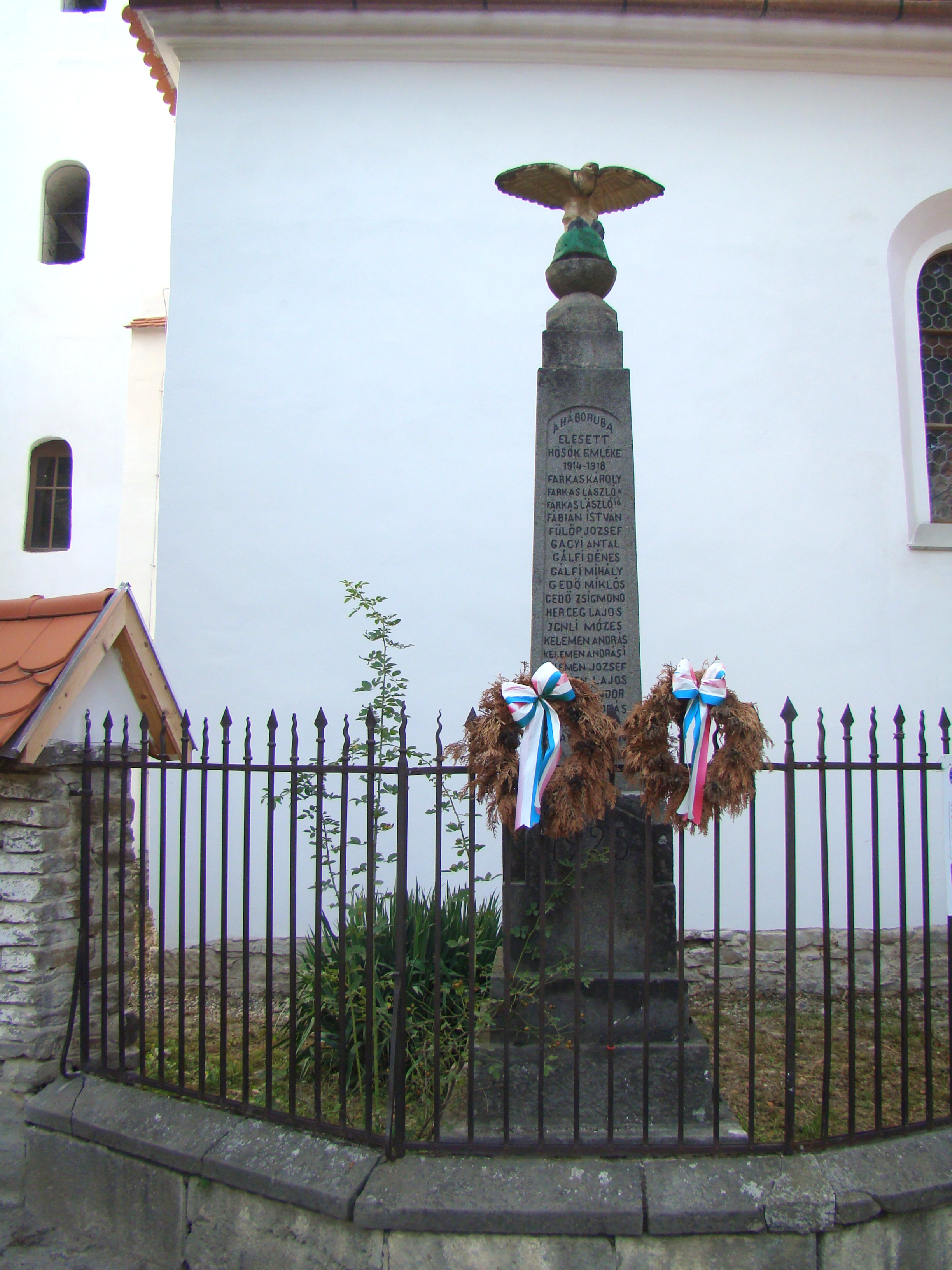
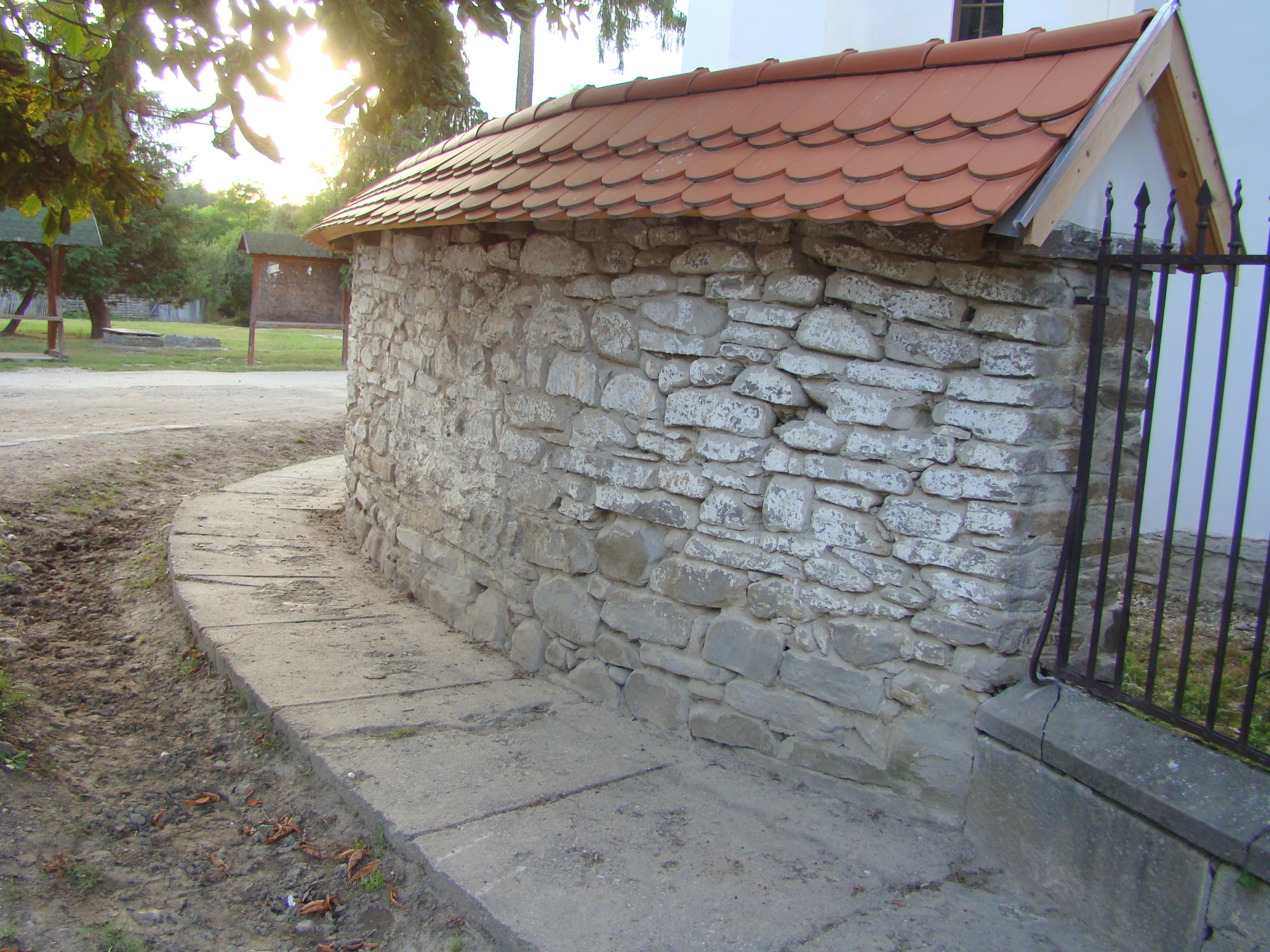
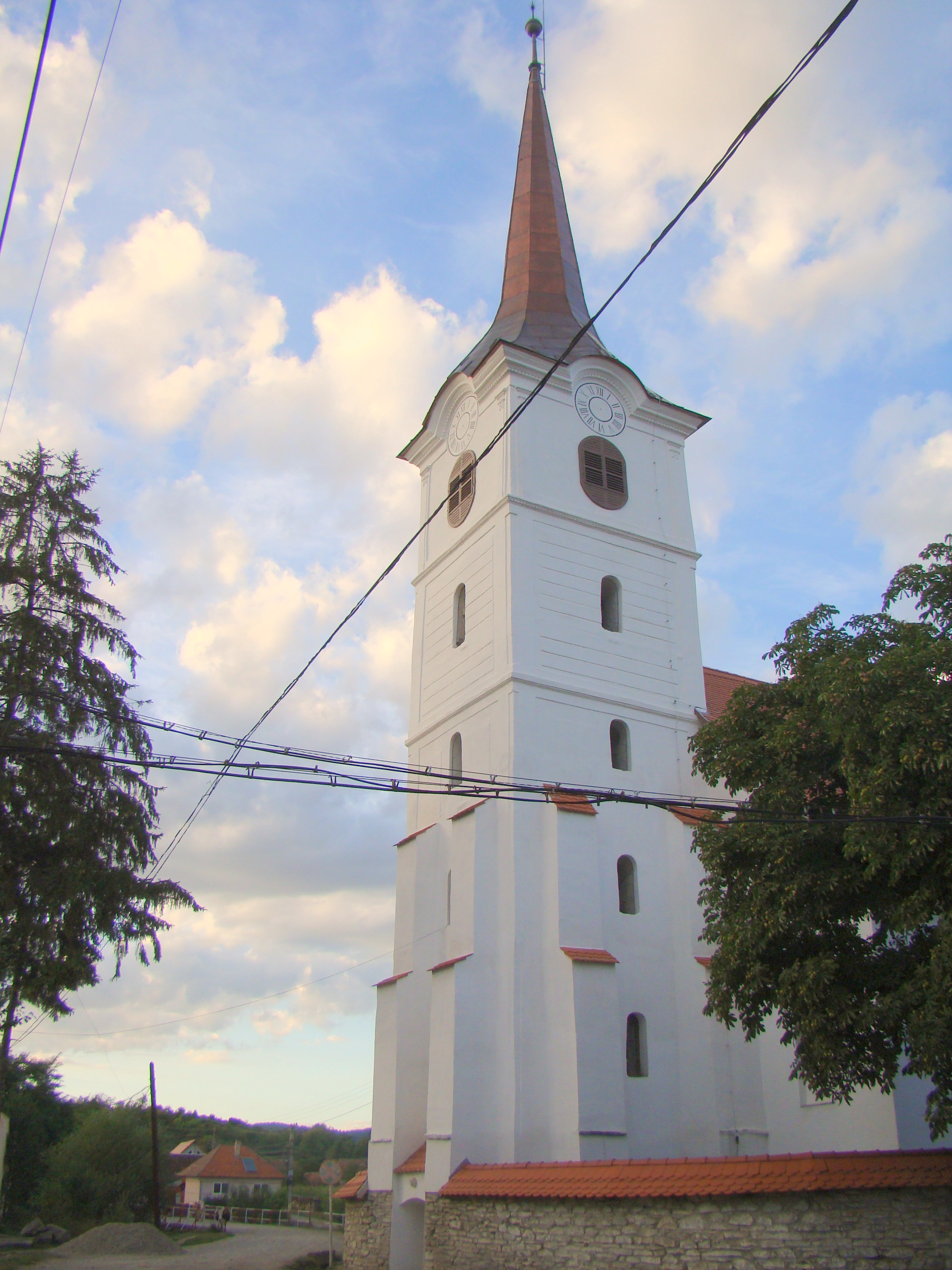
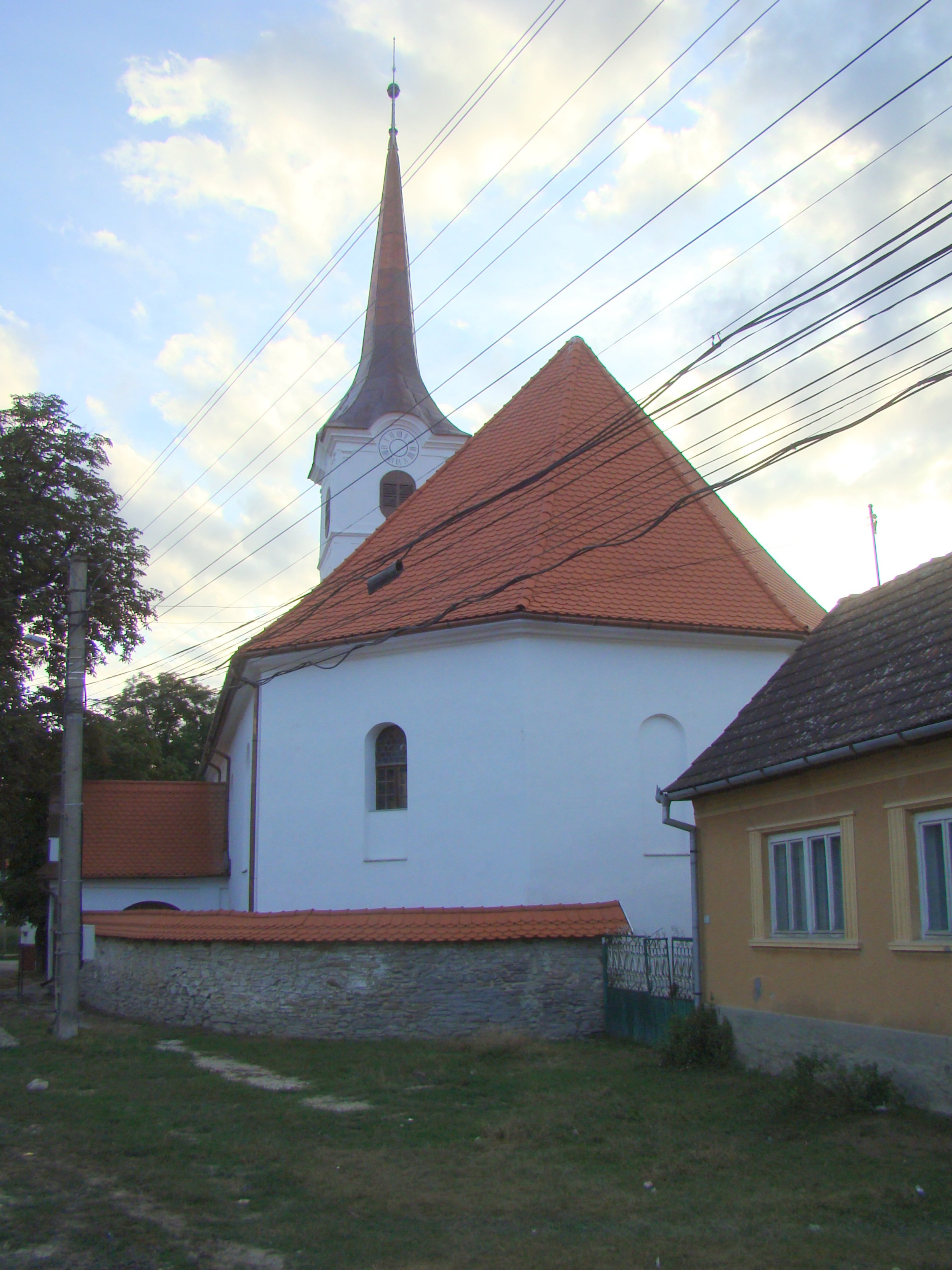
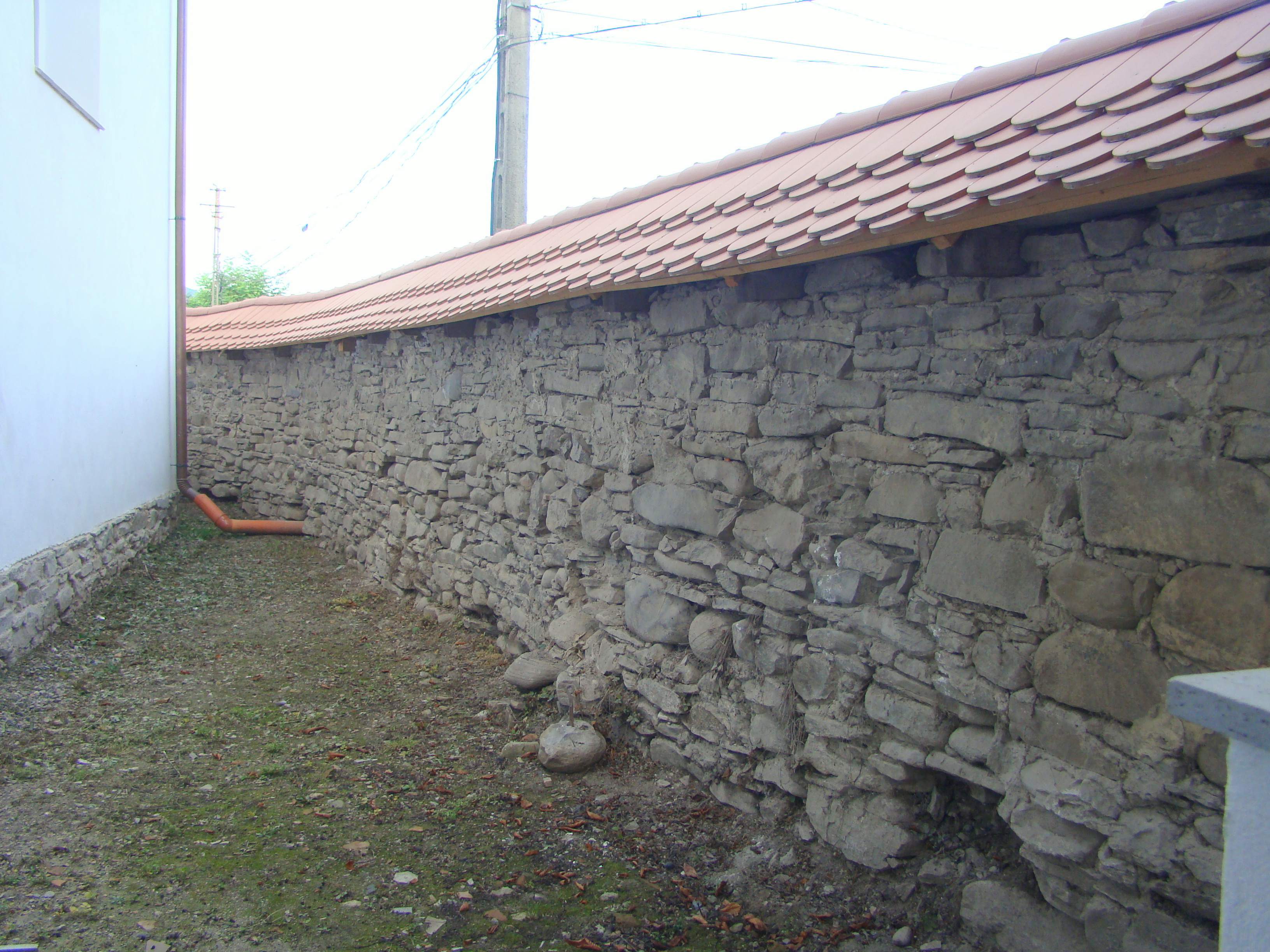
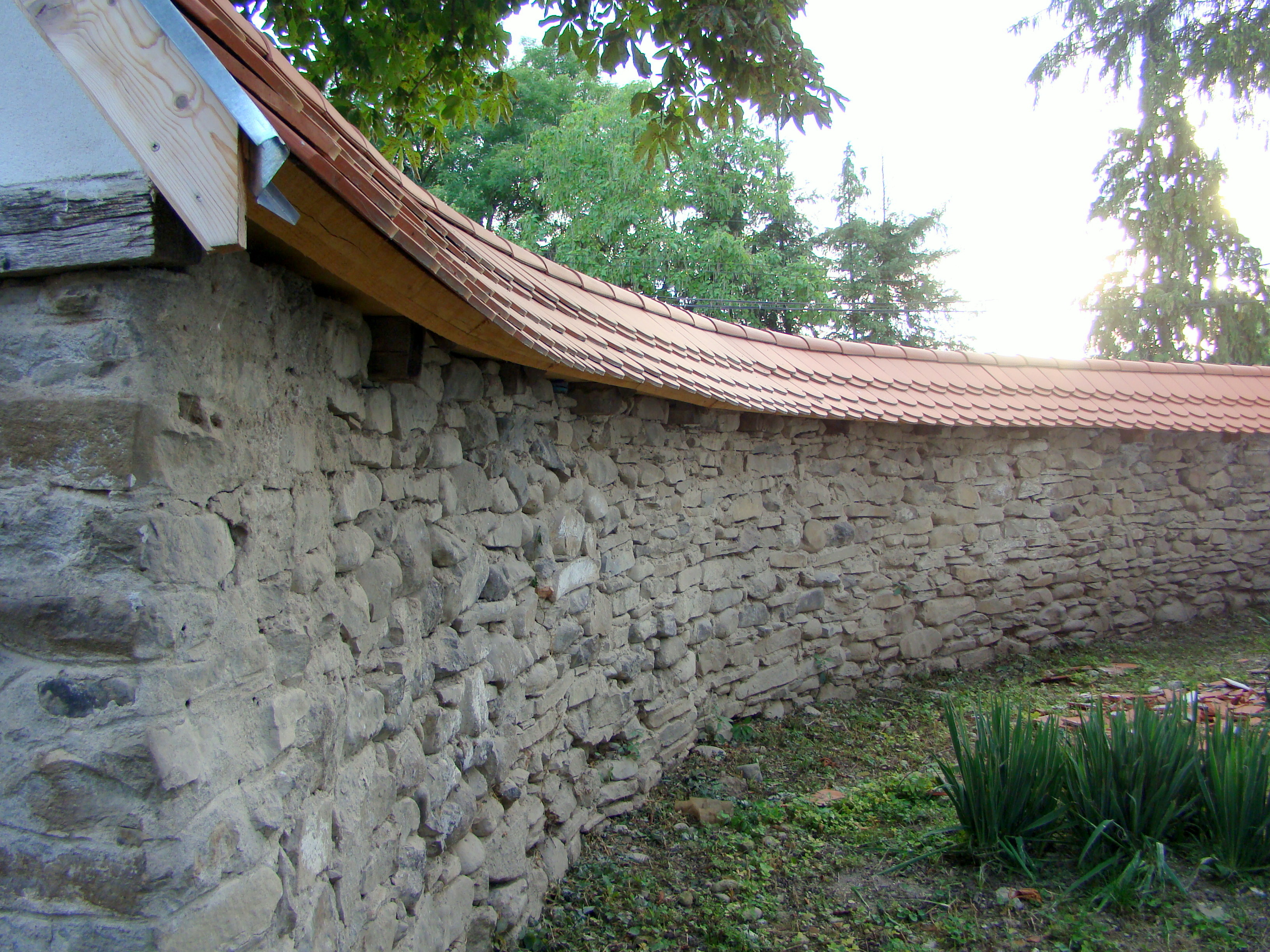
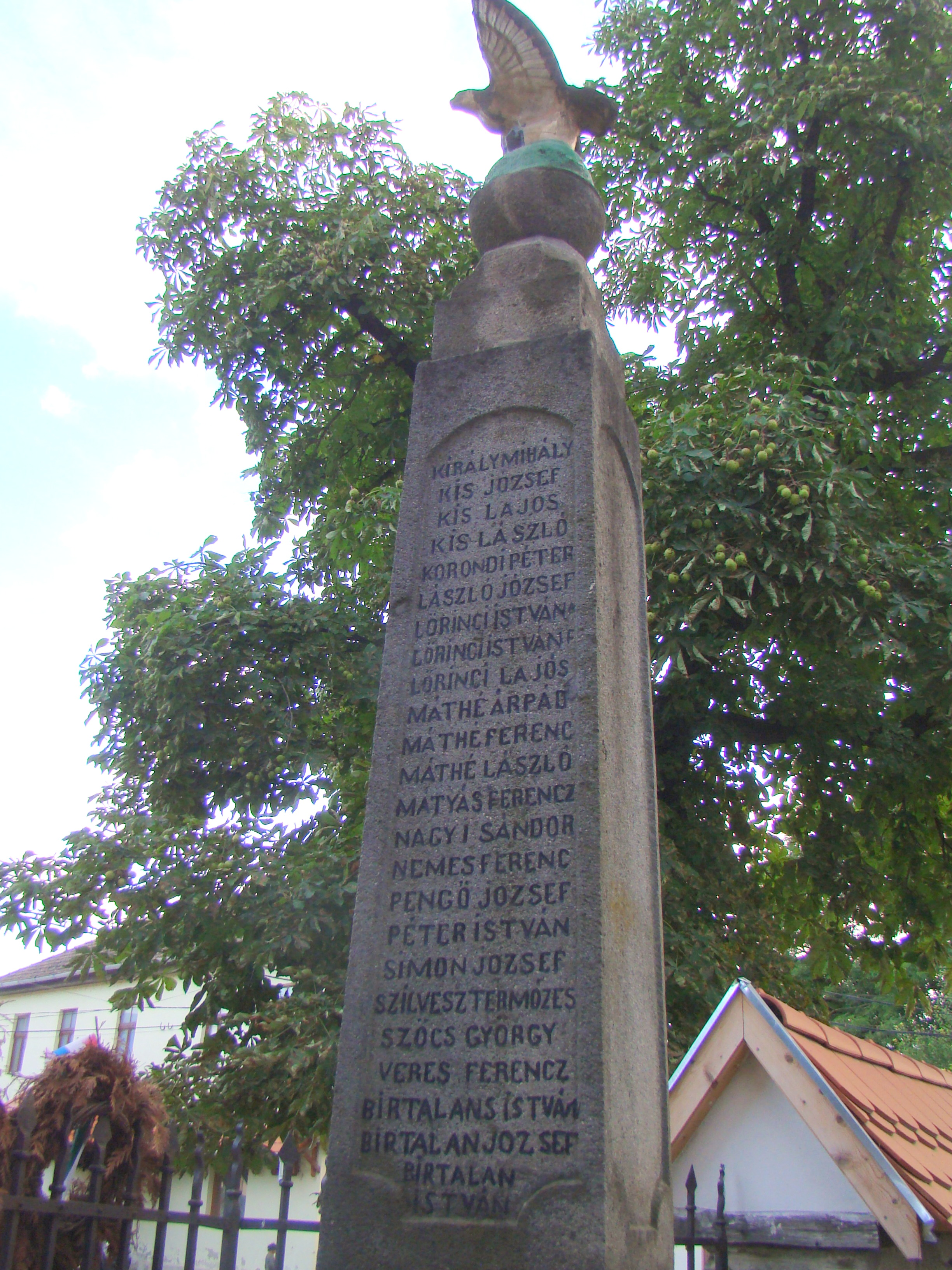
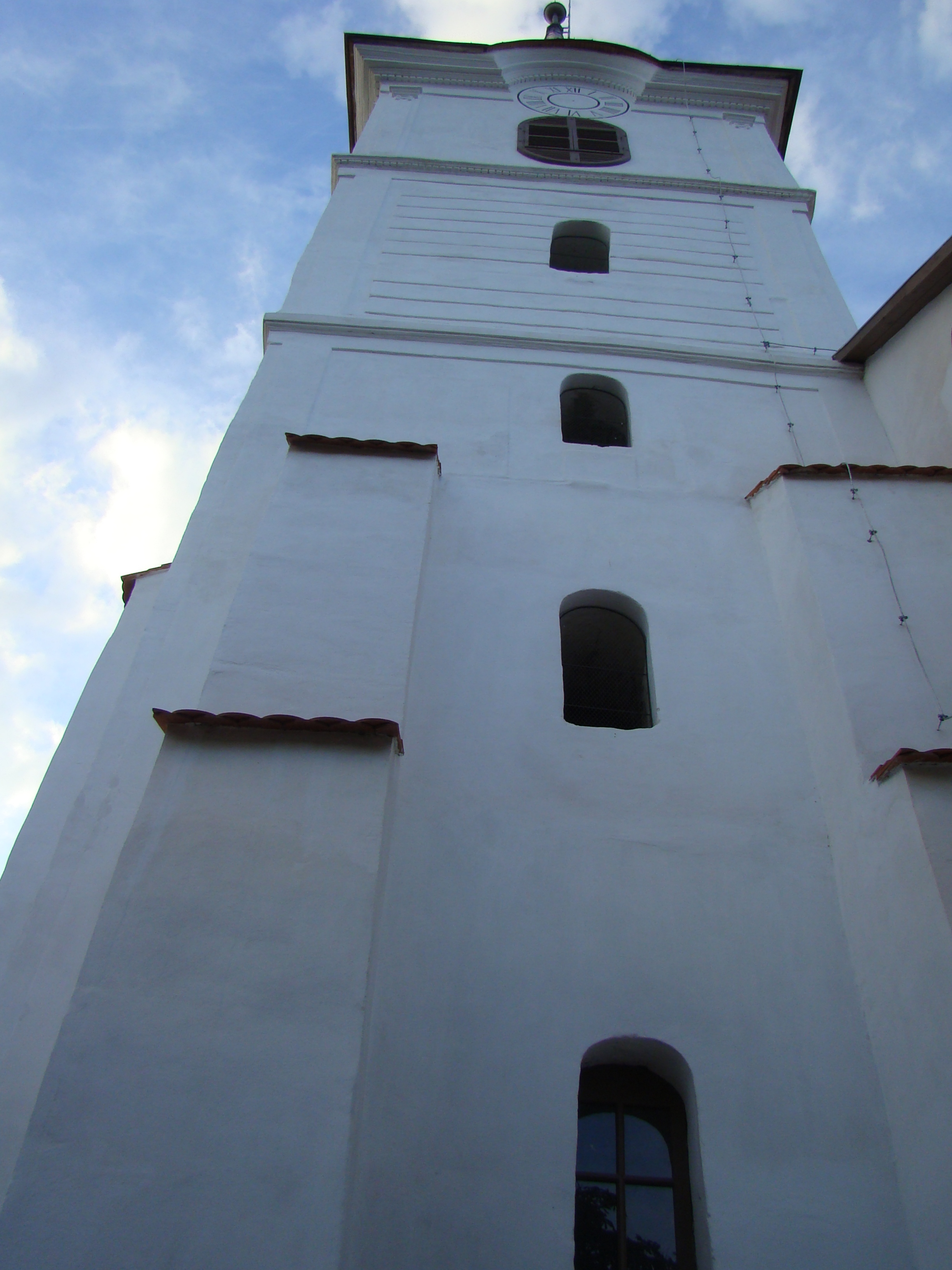
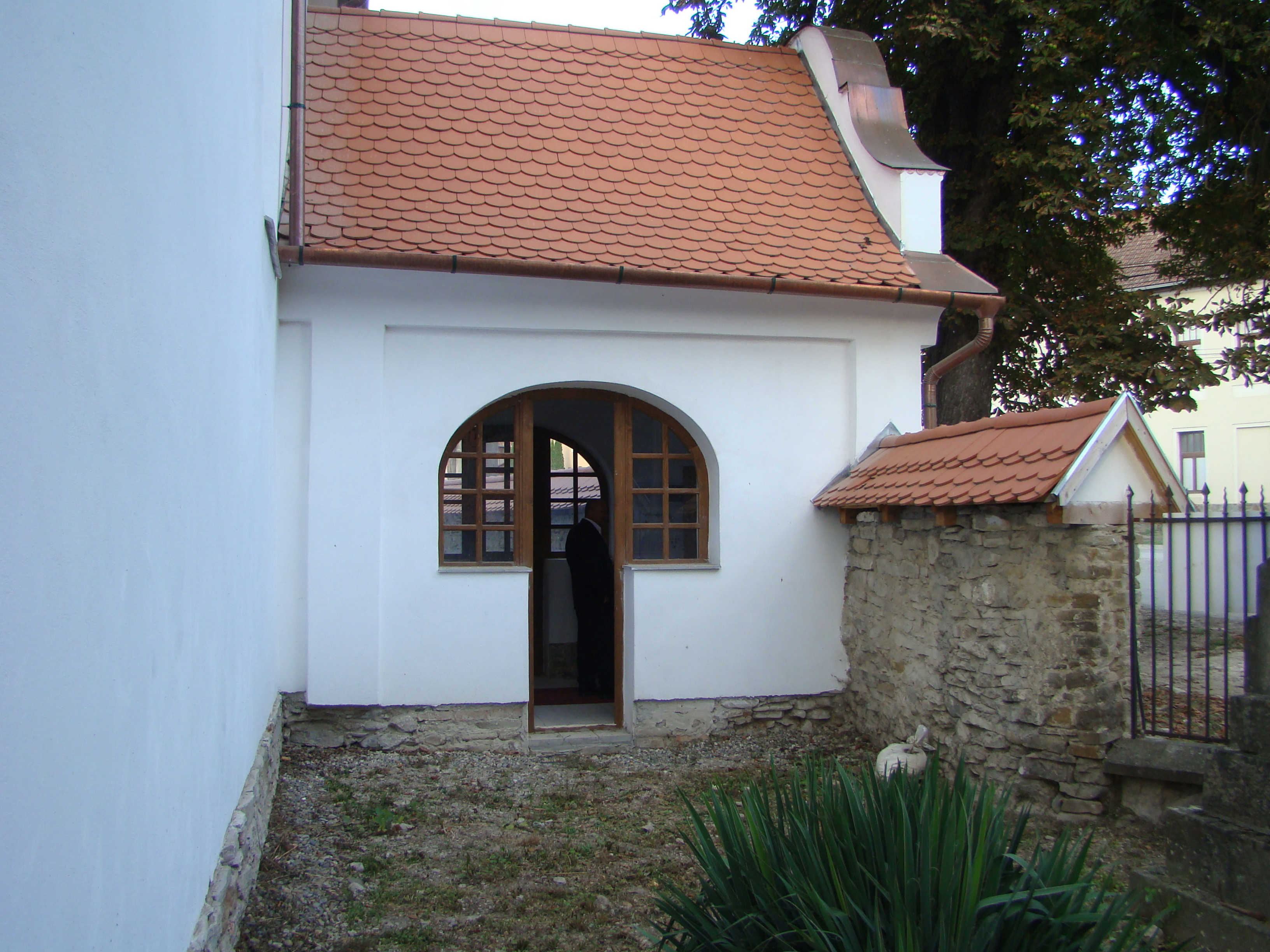
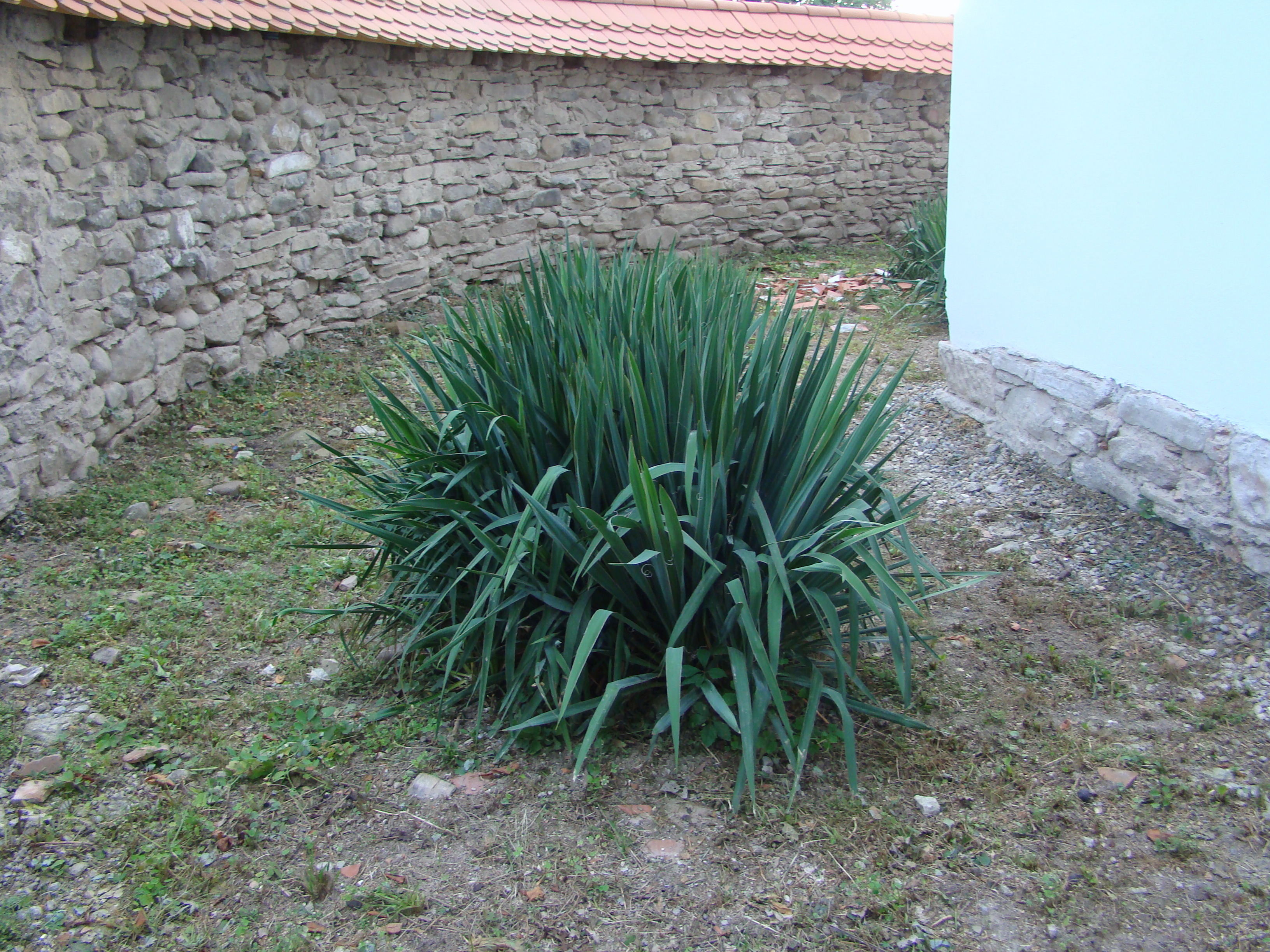
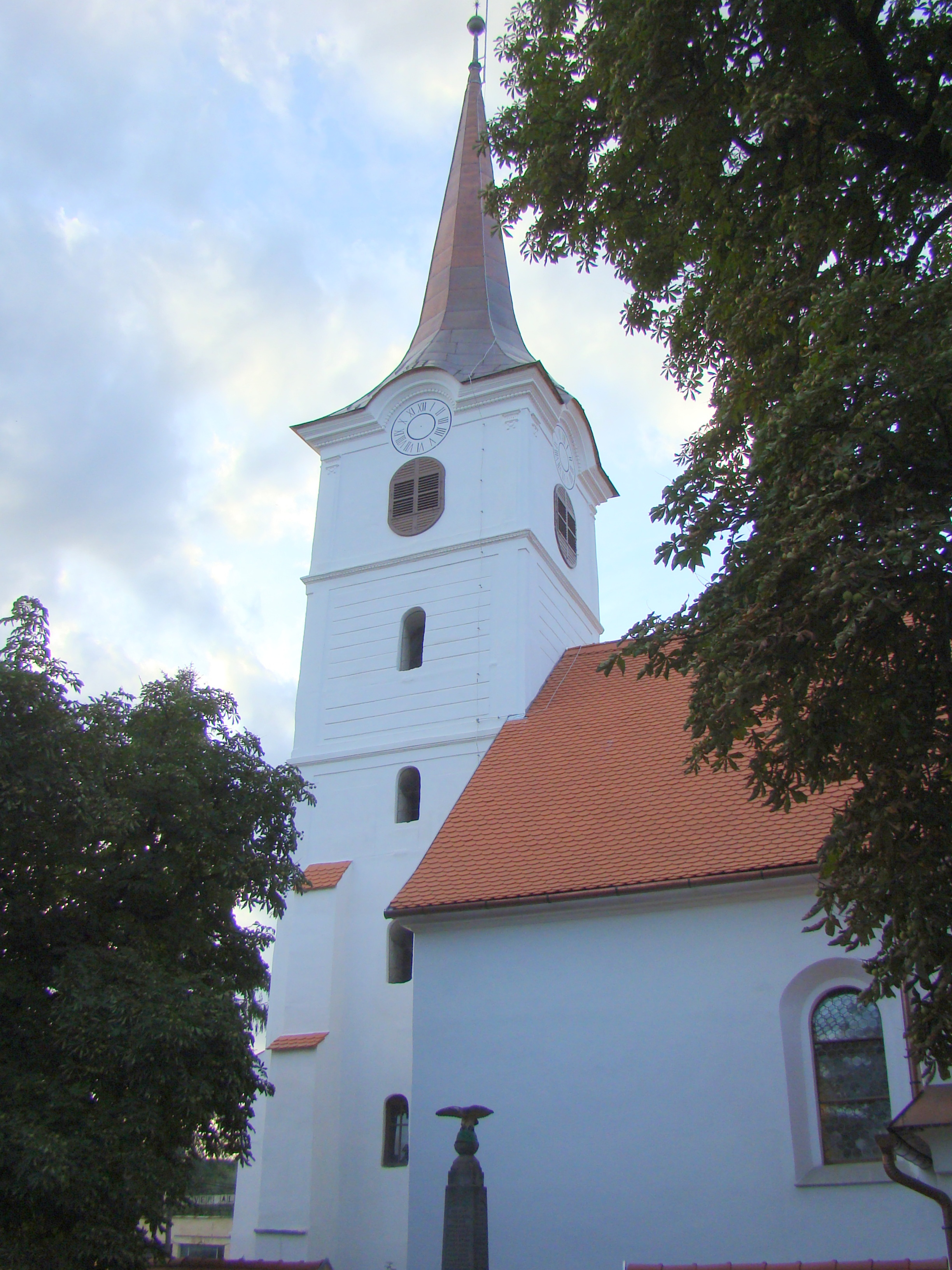
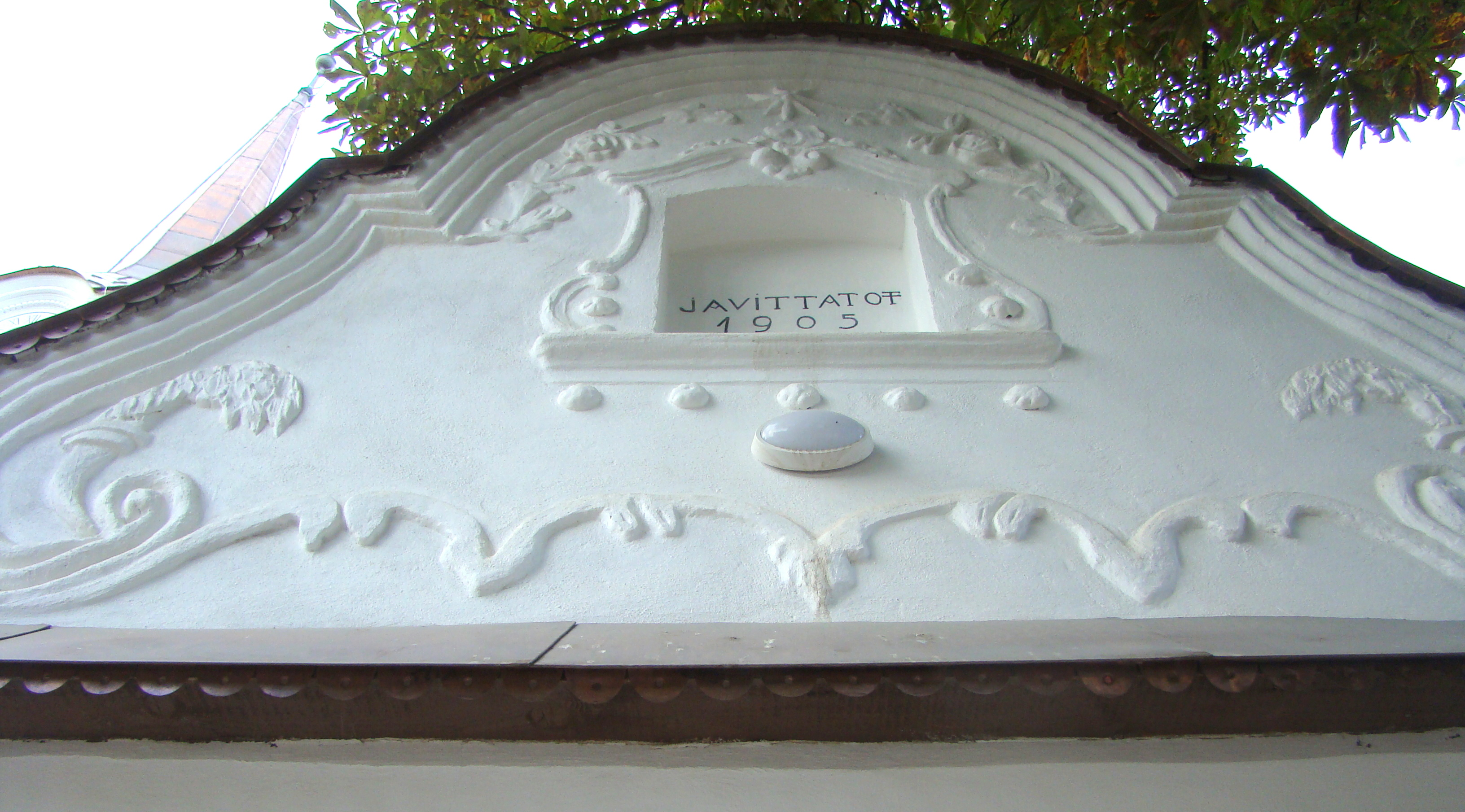
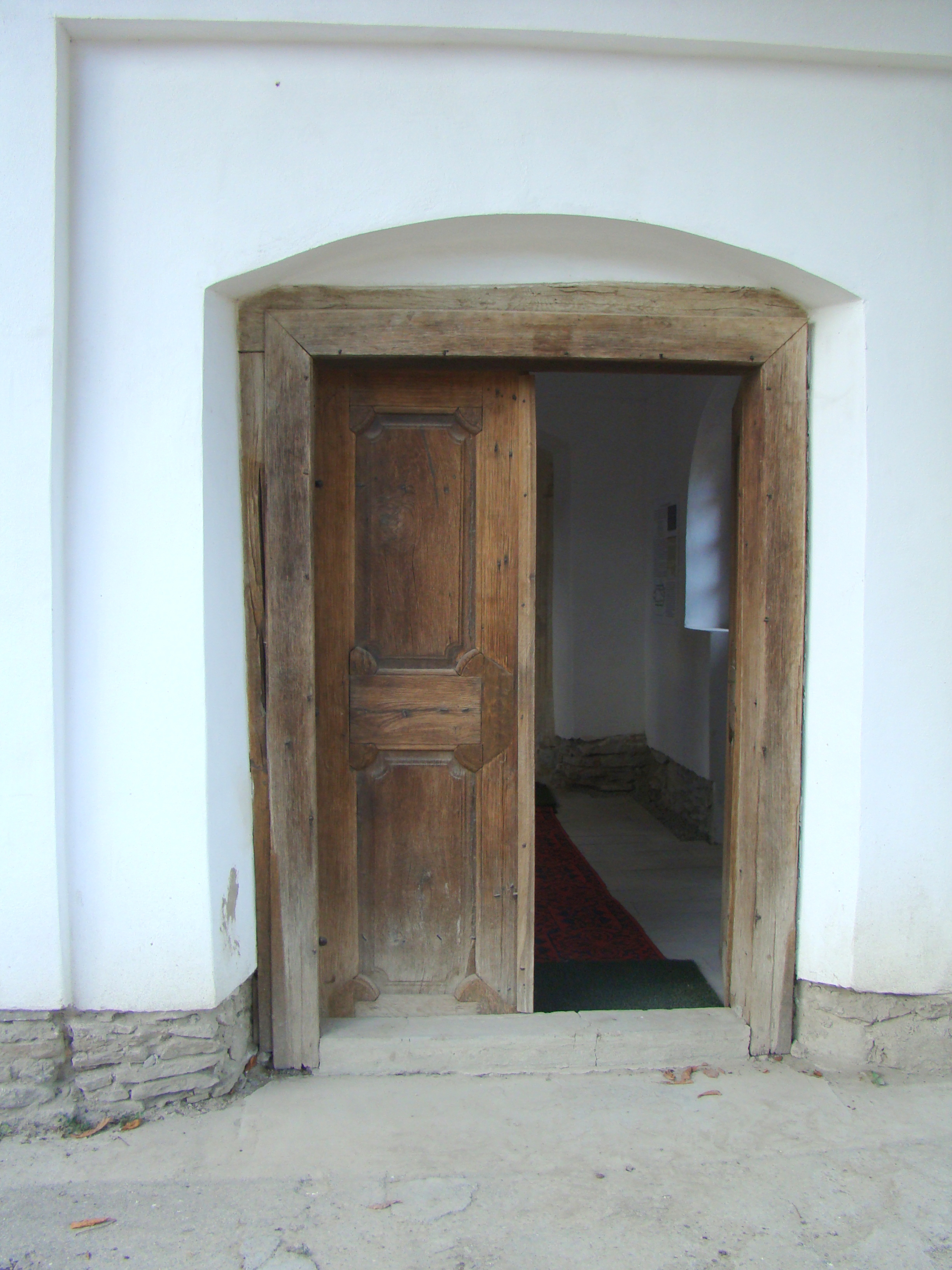
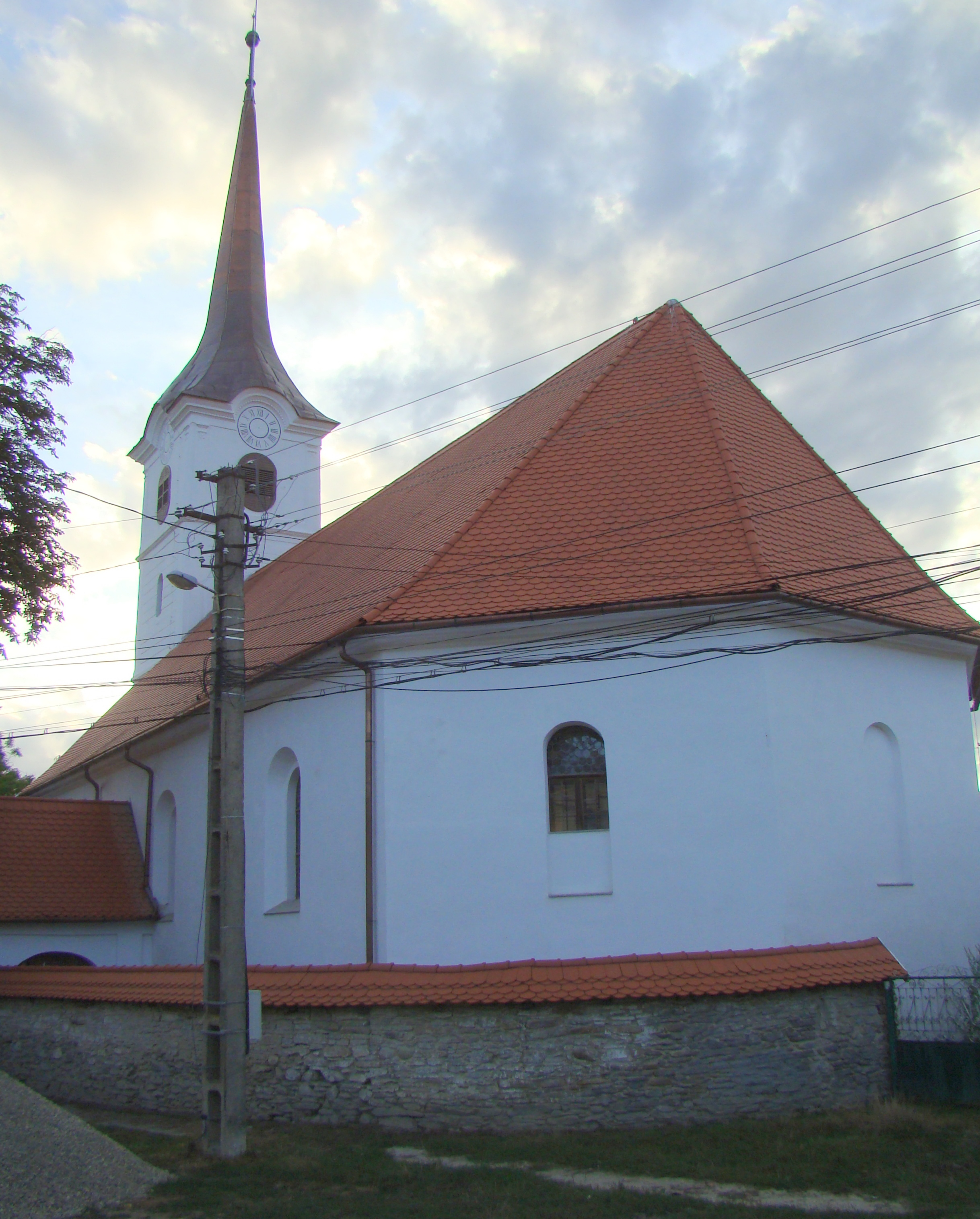
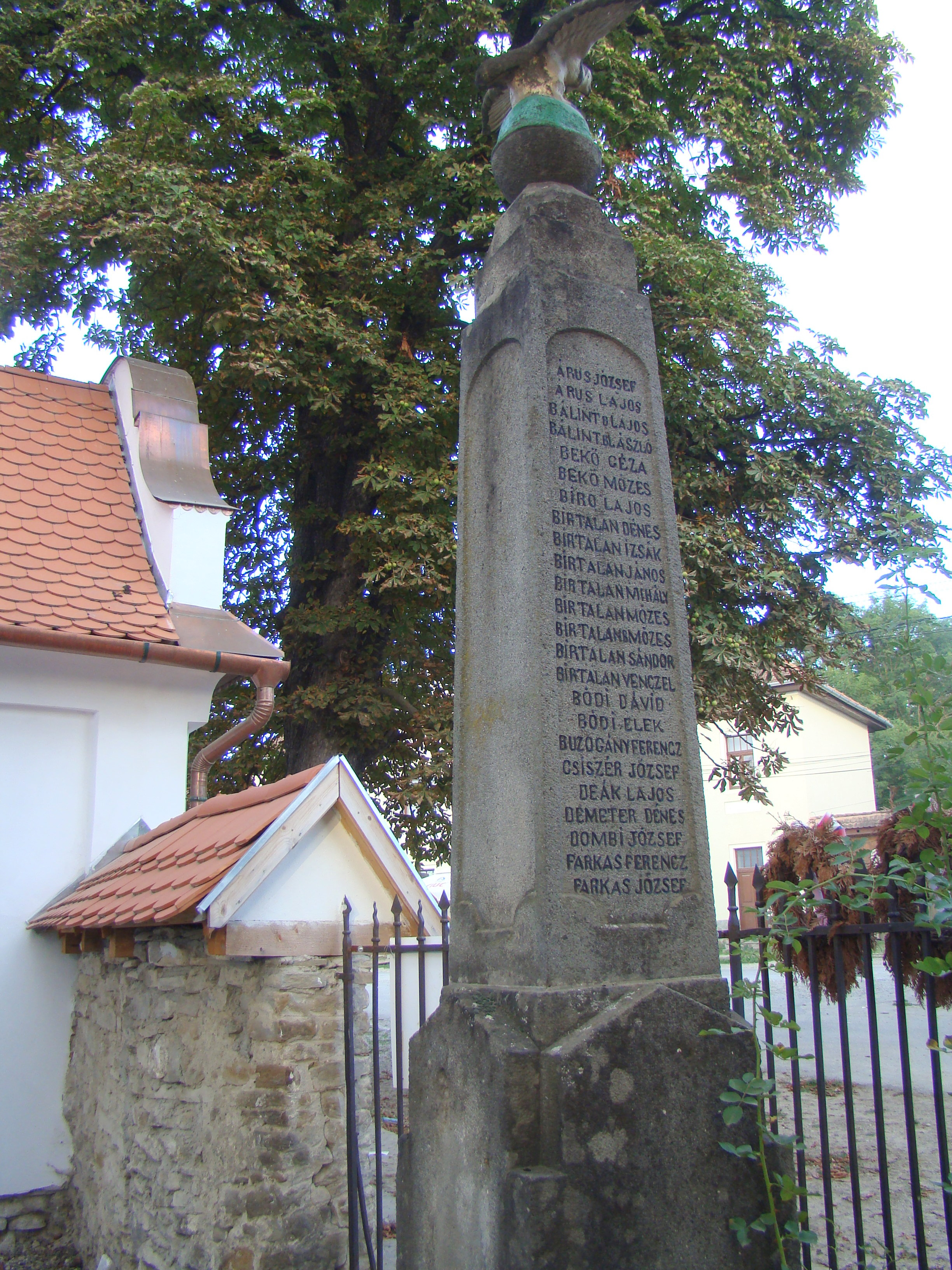

## Imagini din interior

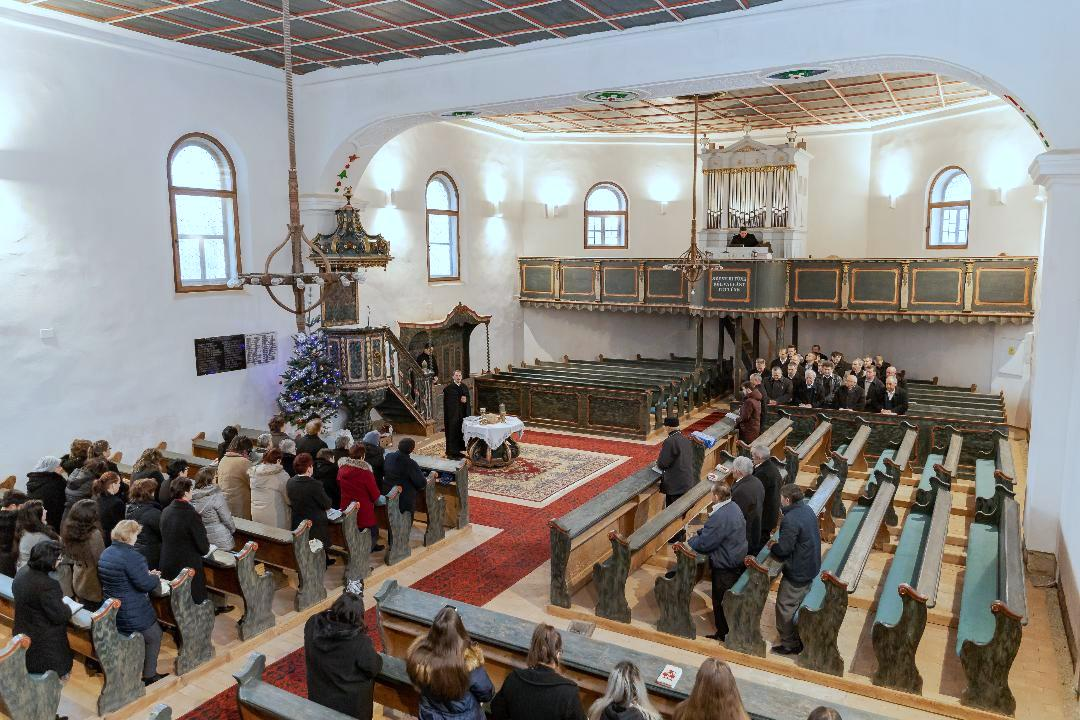
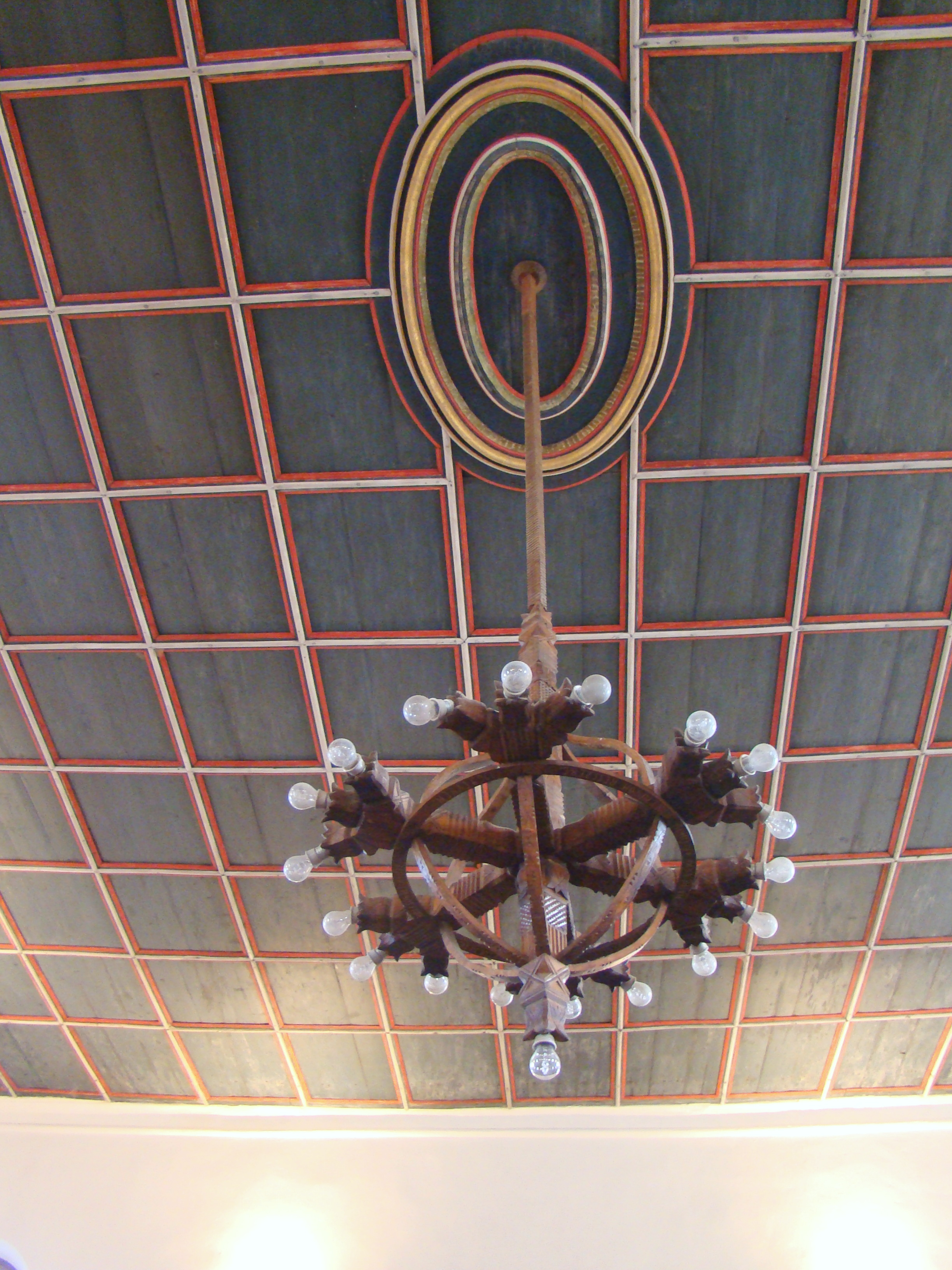
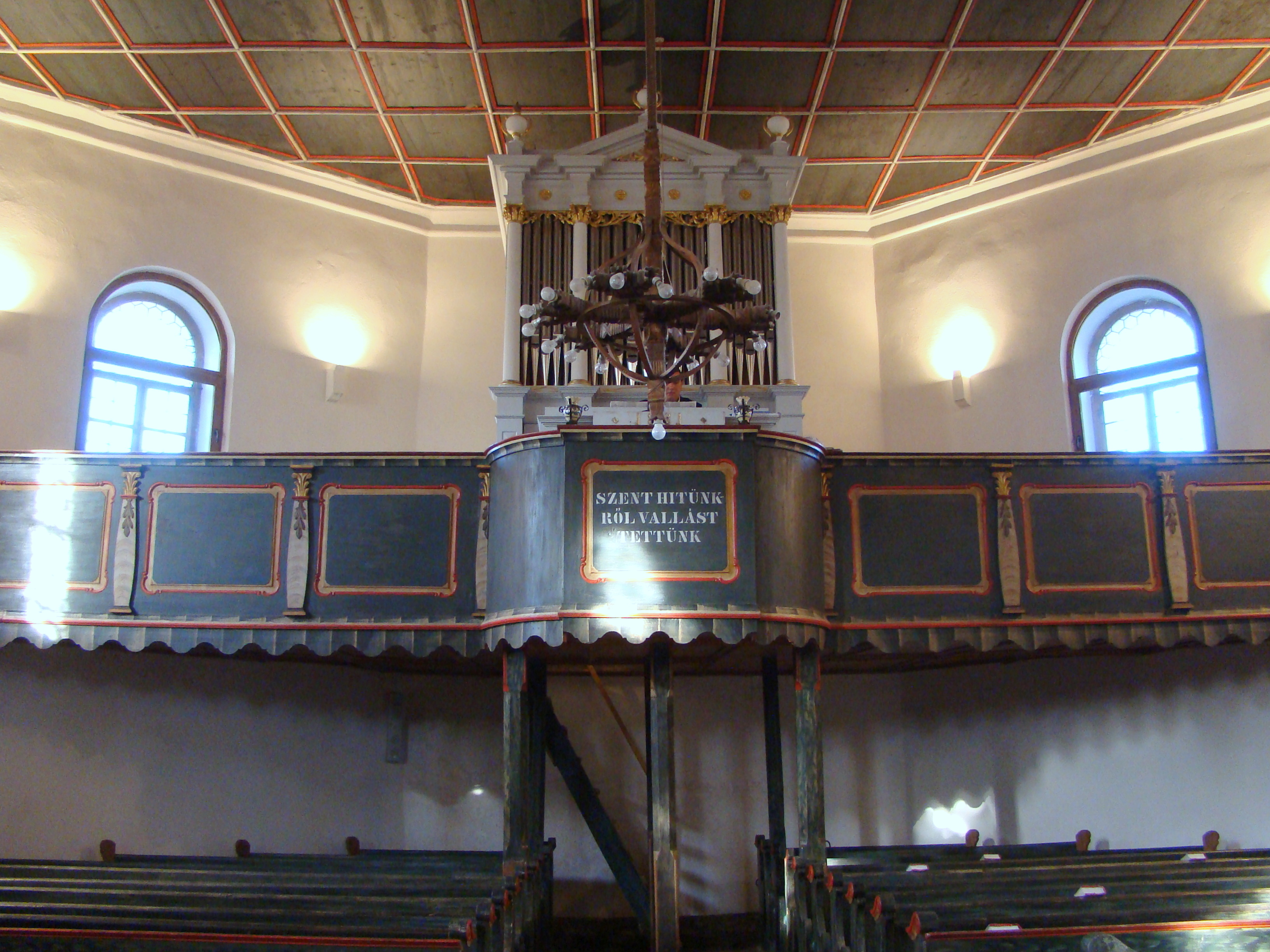
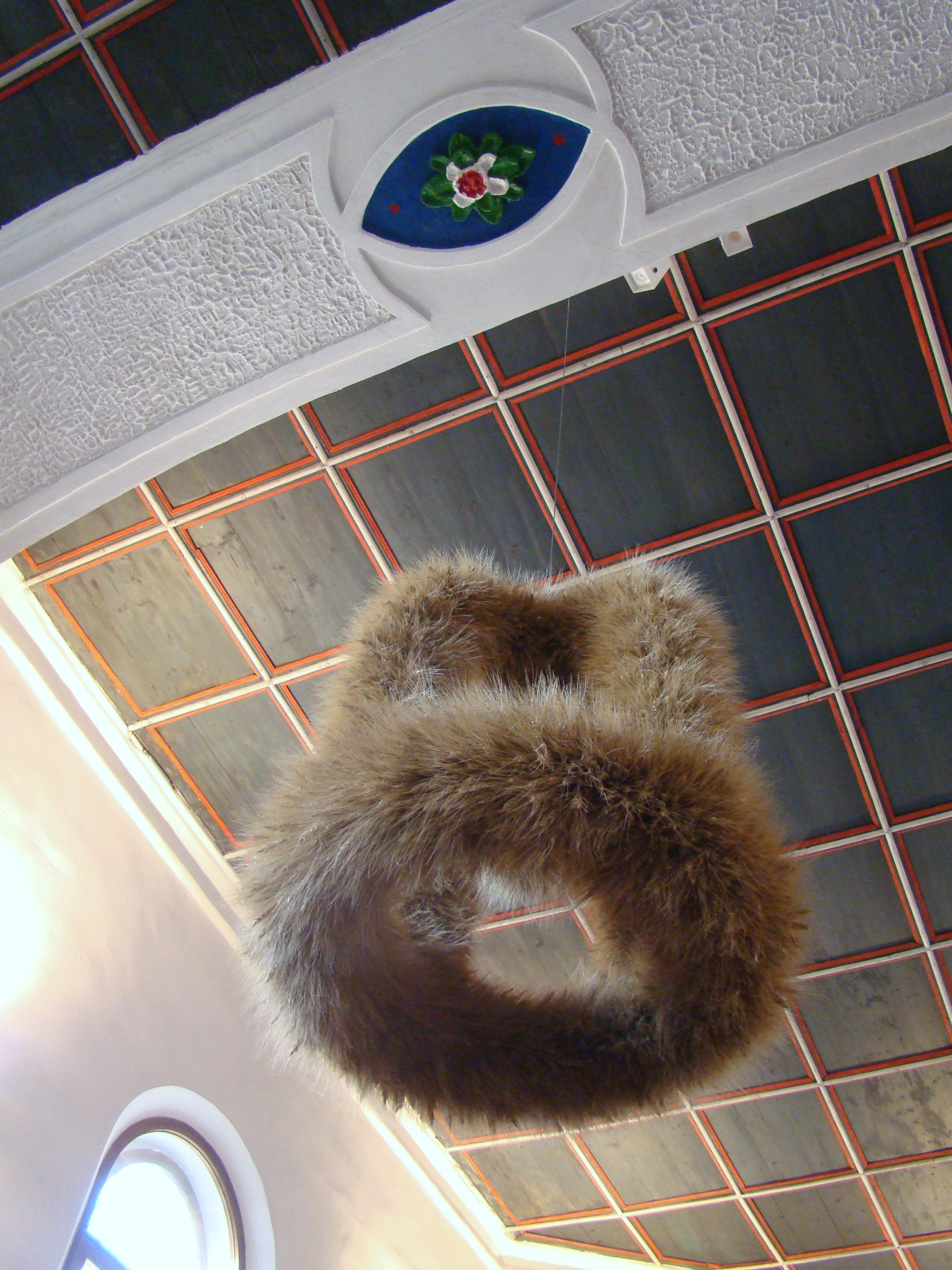
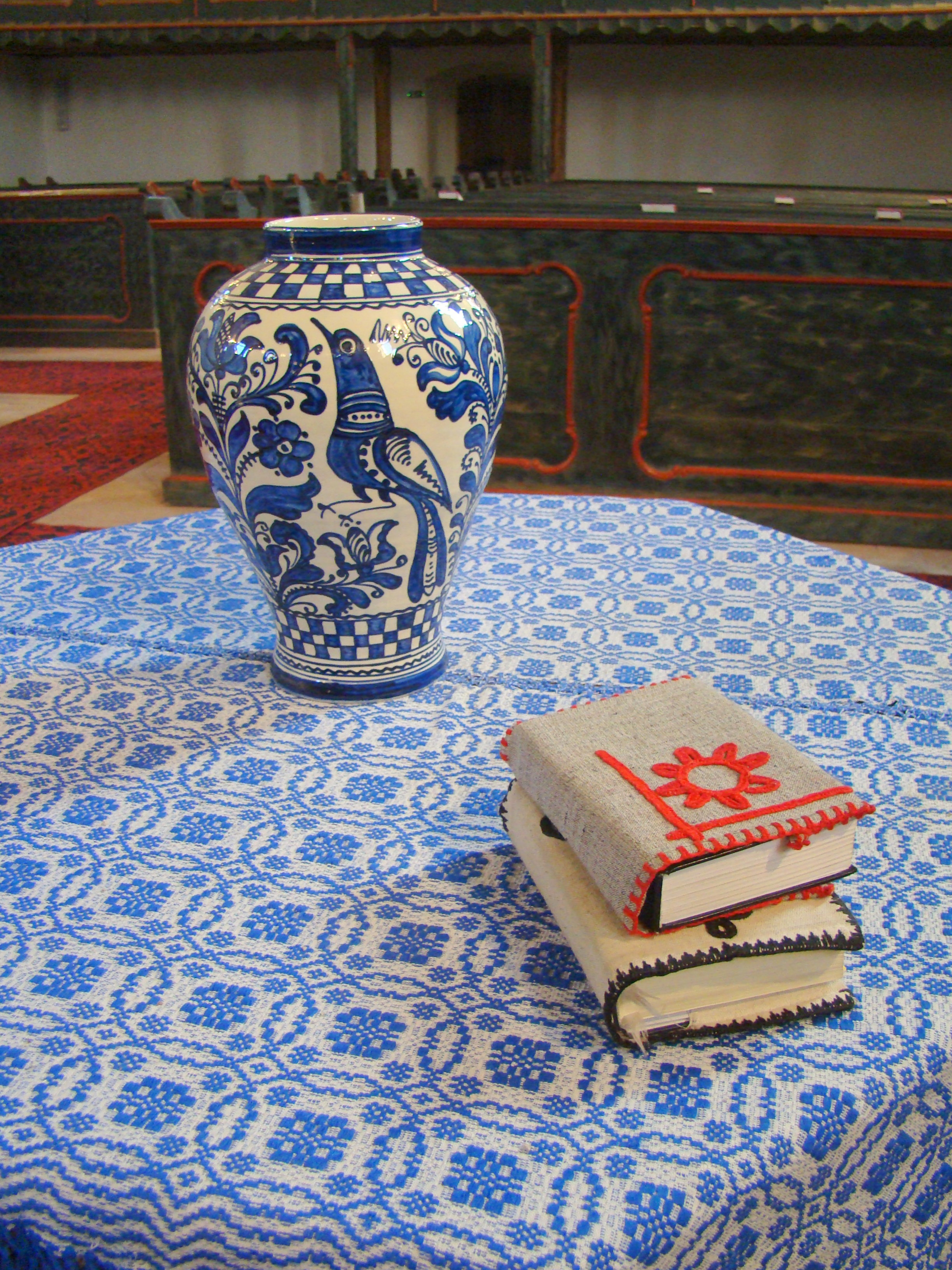
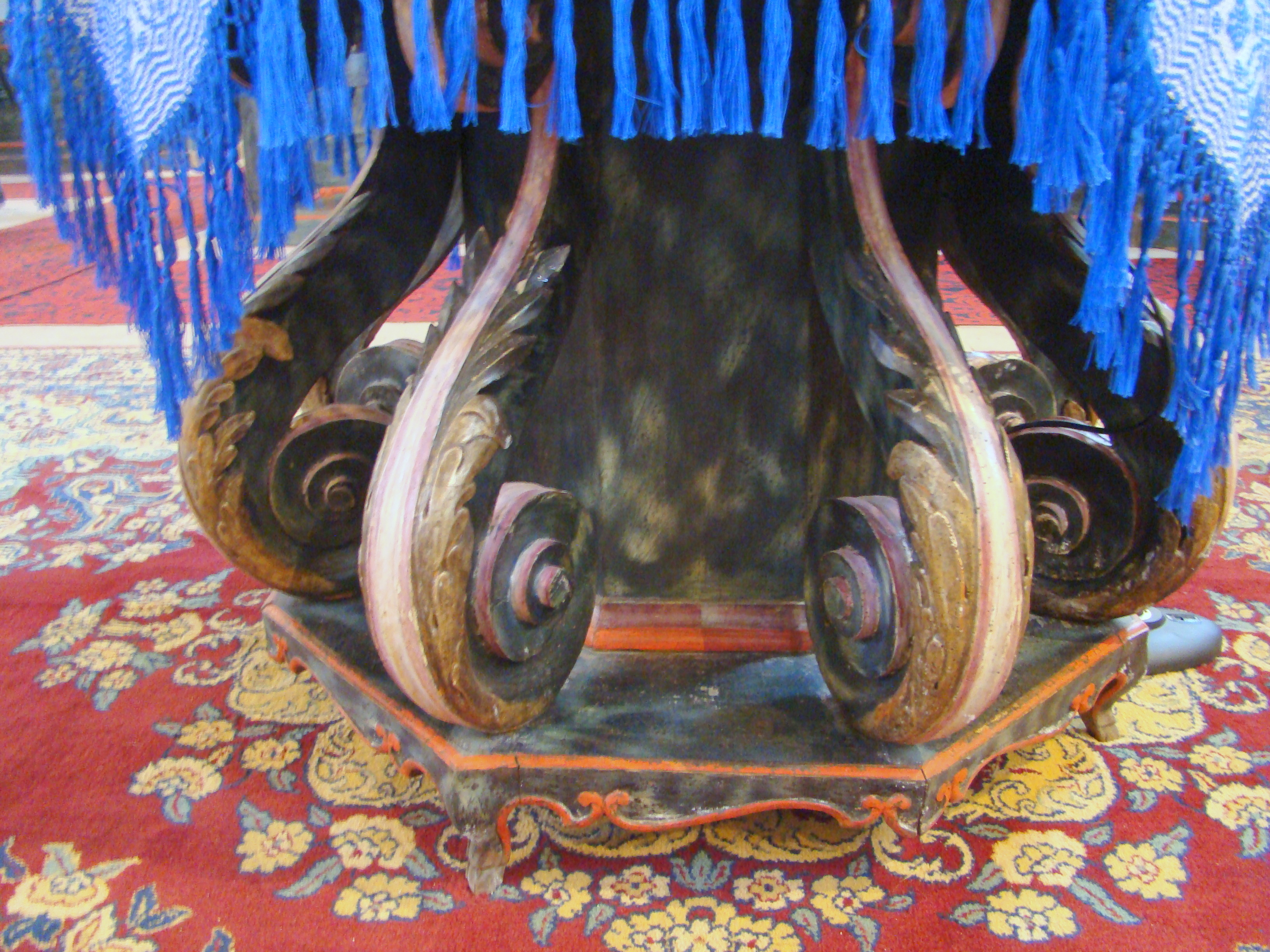
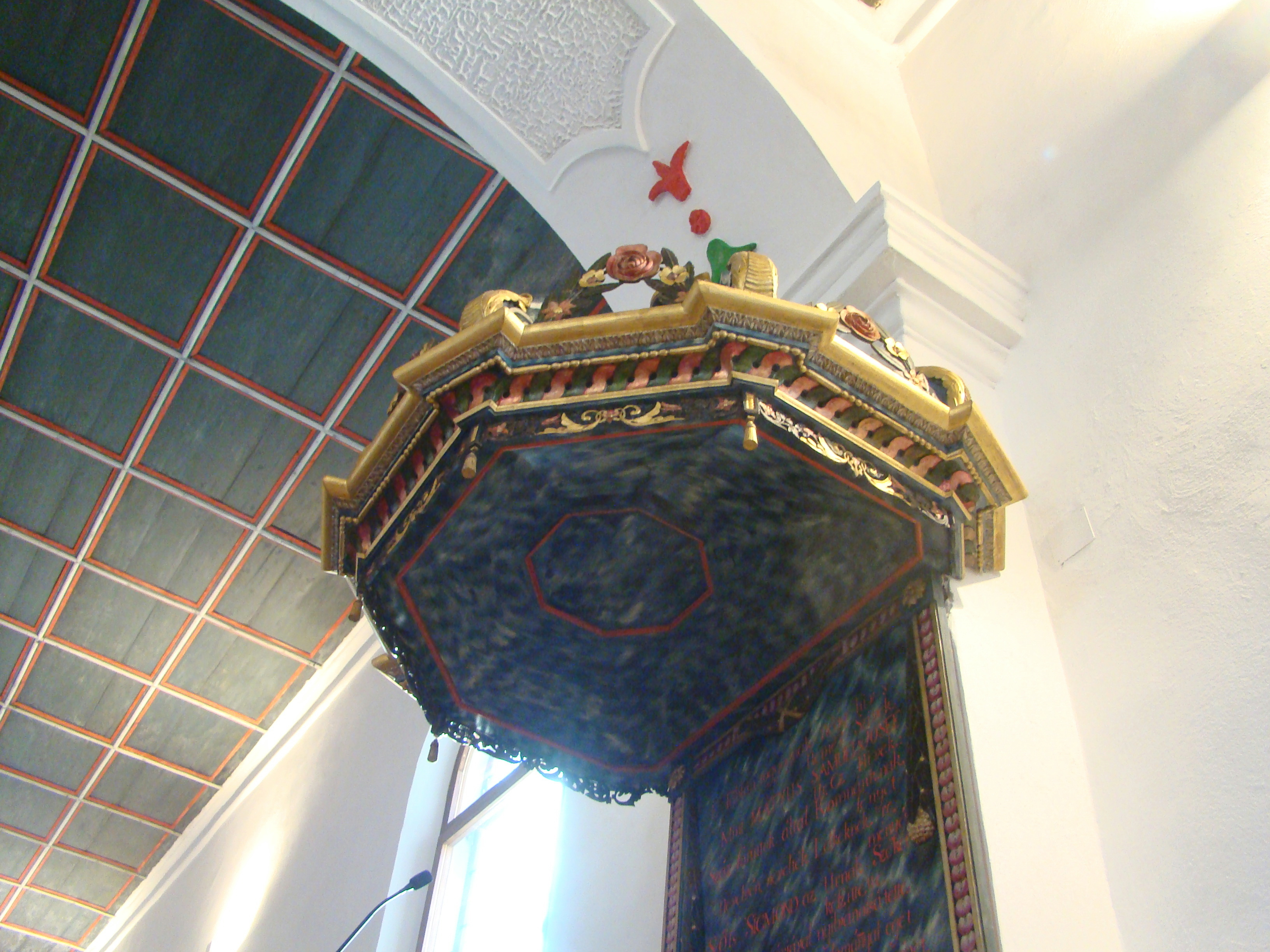
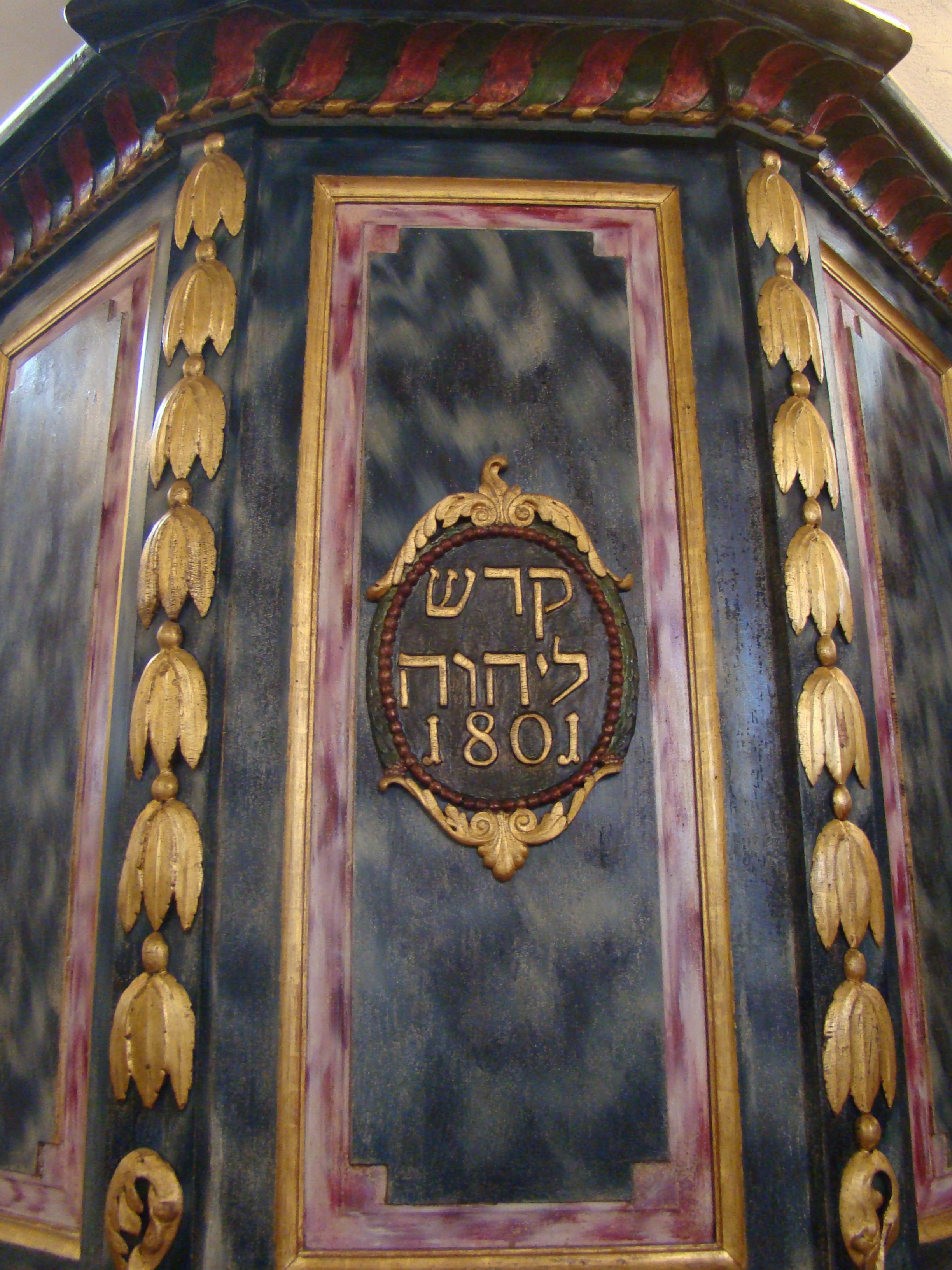
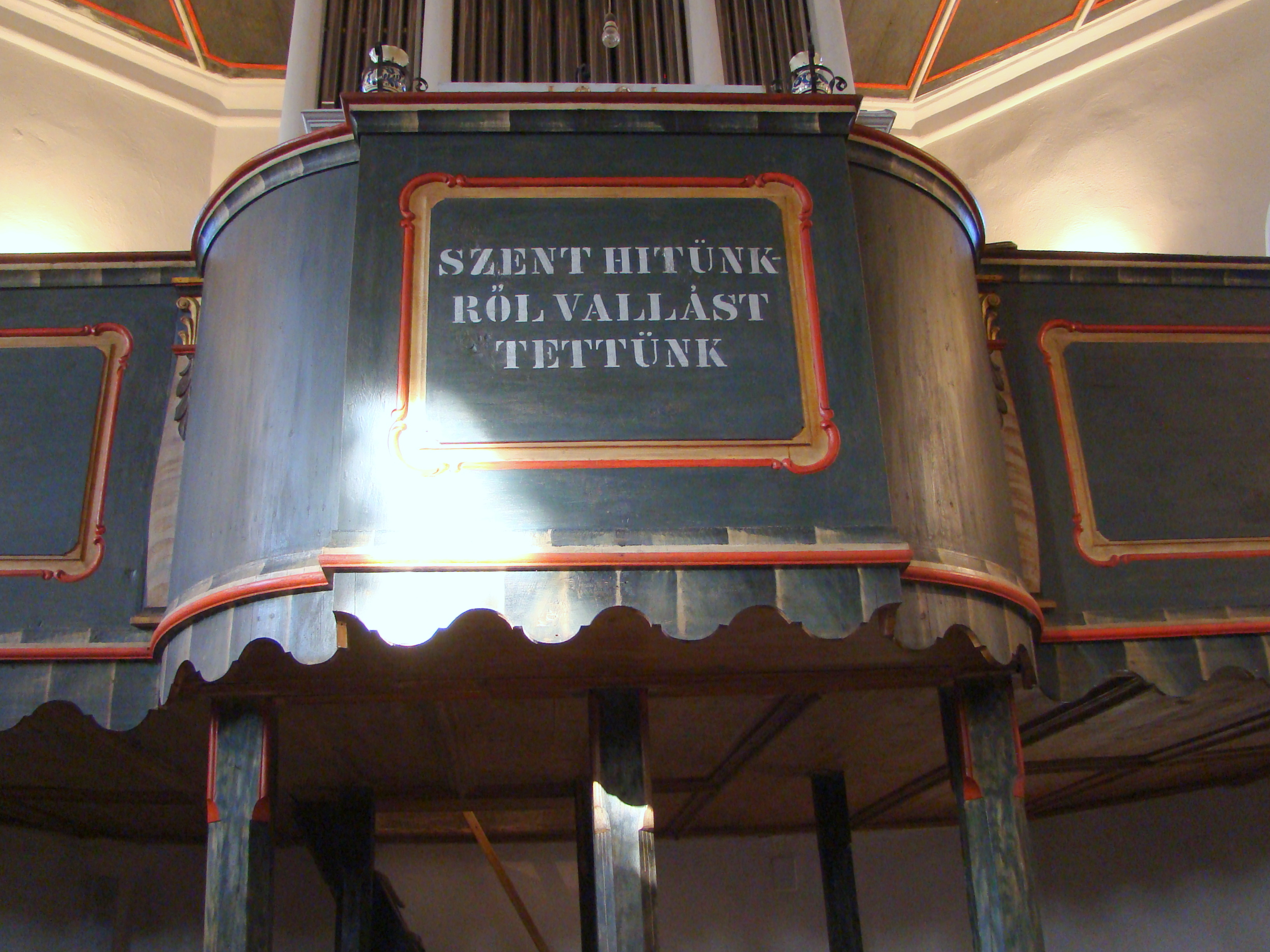
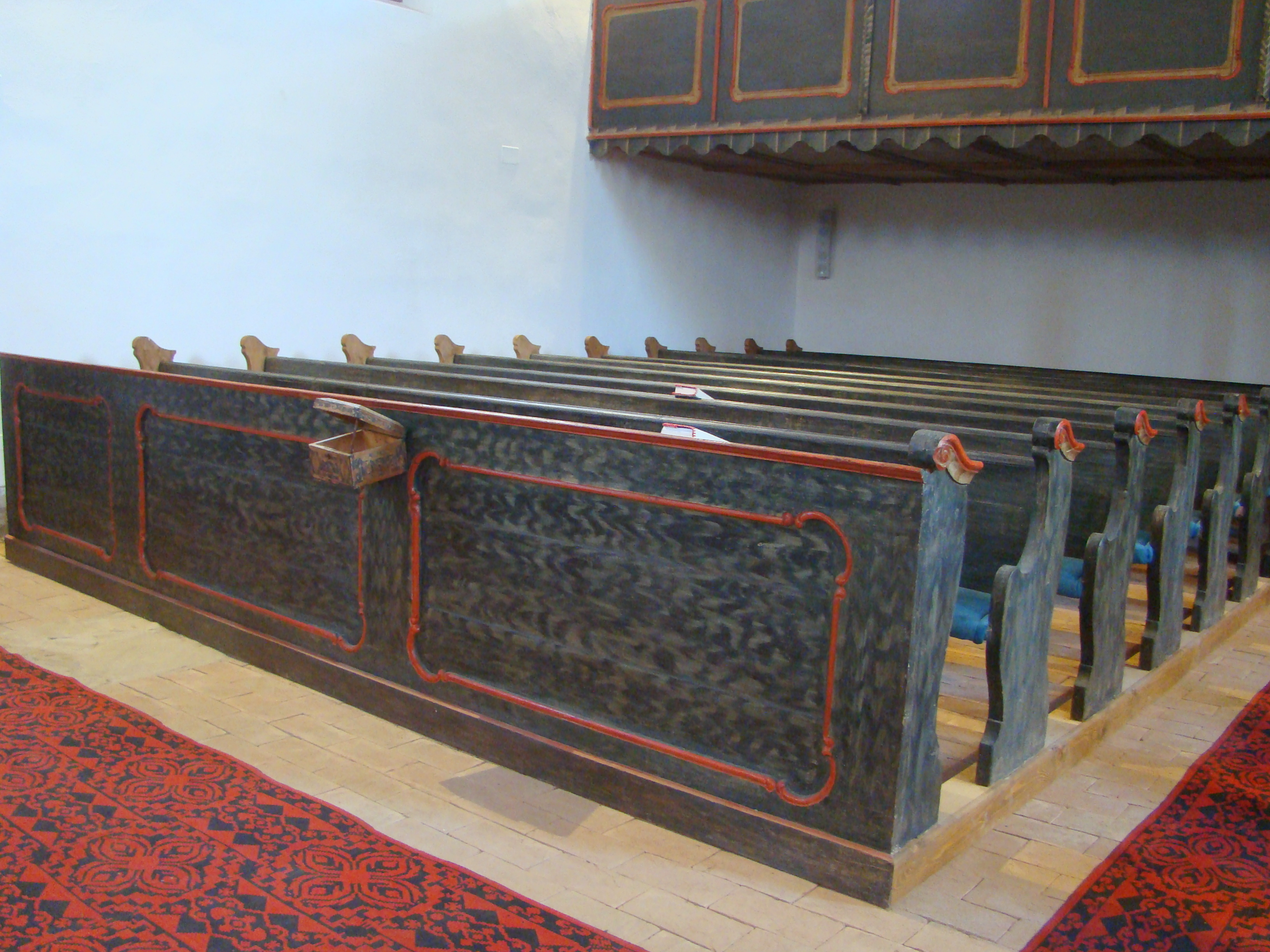
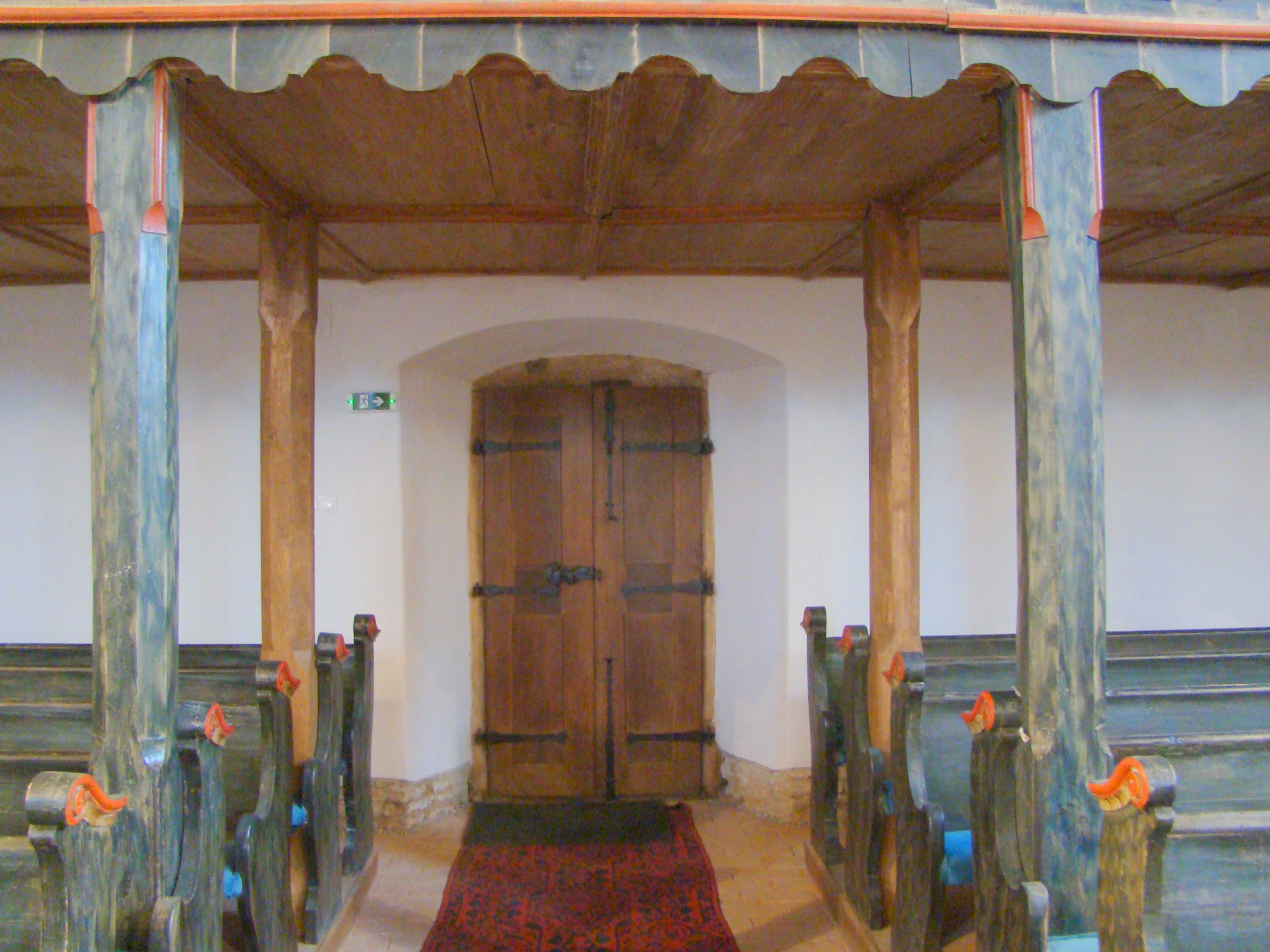
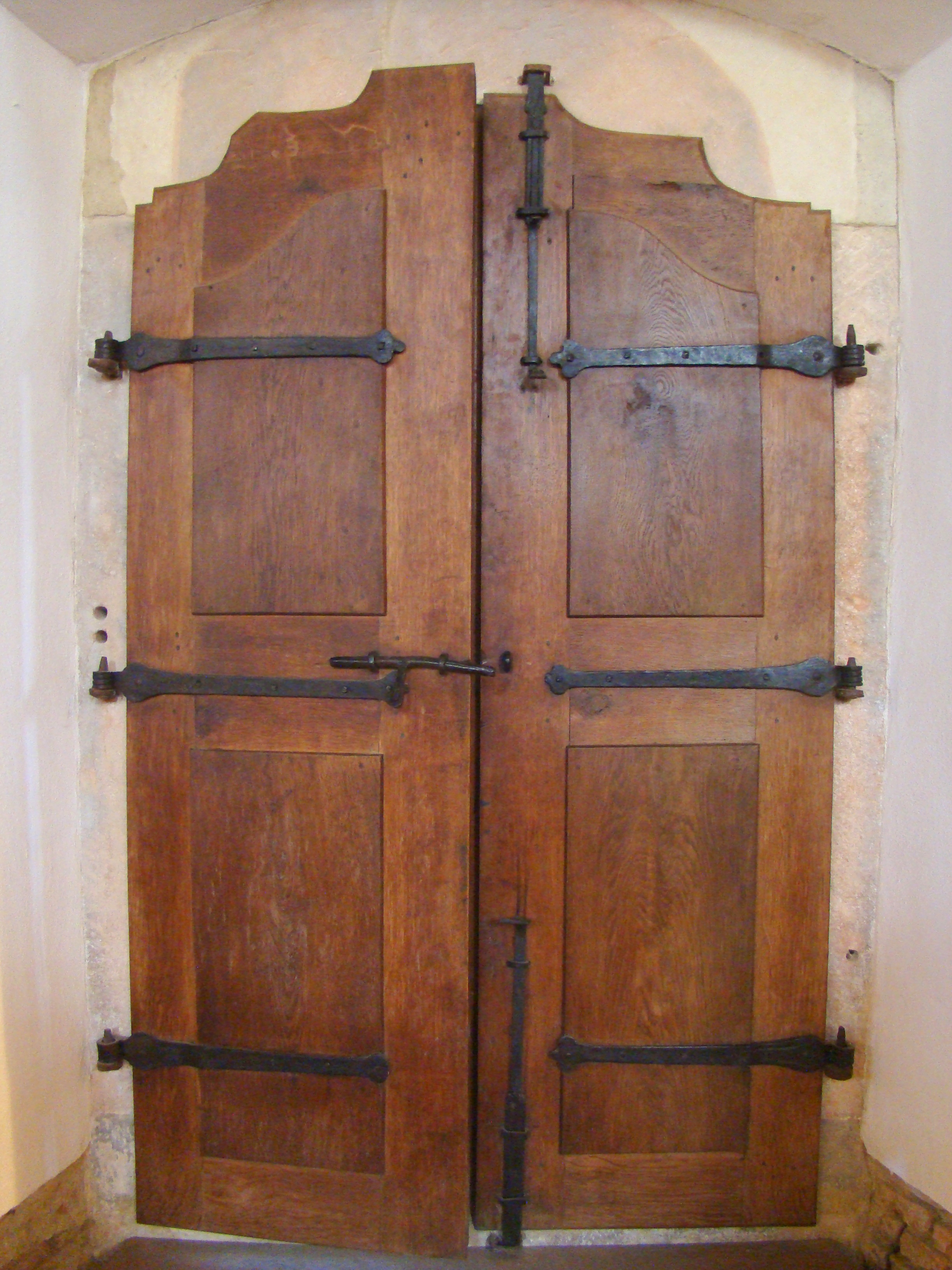
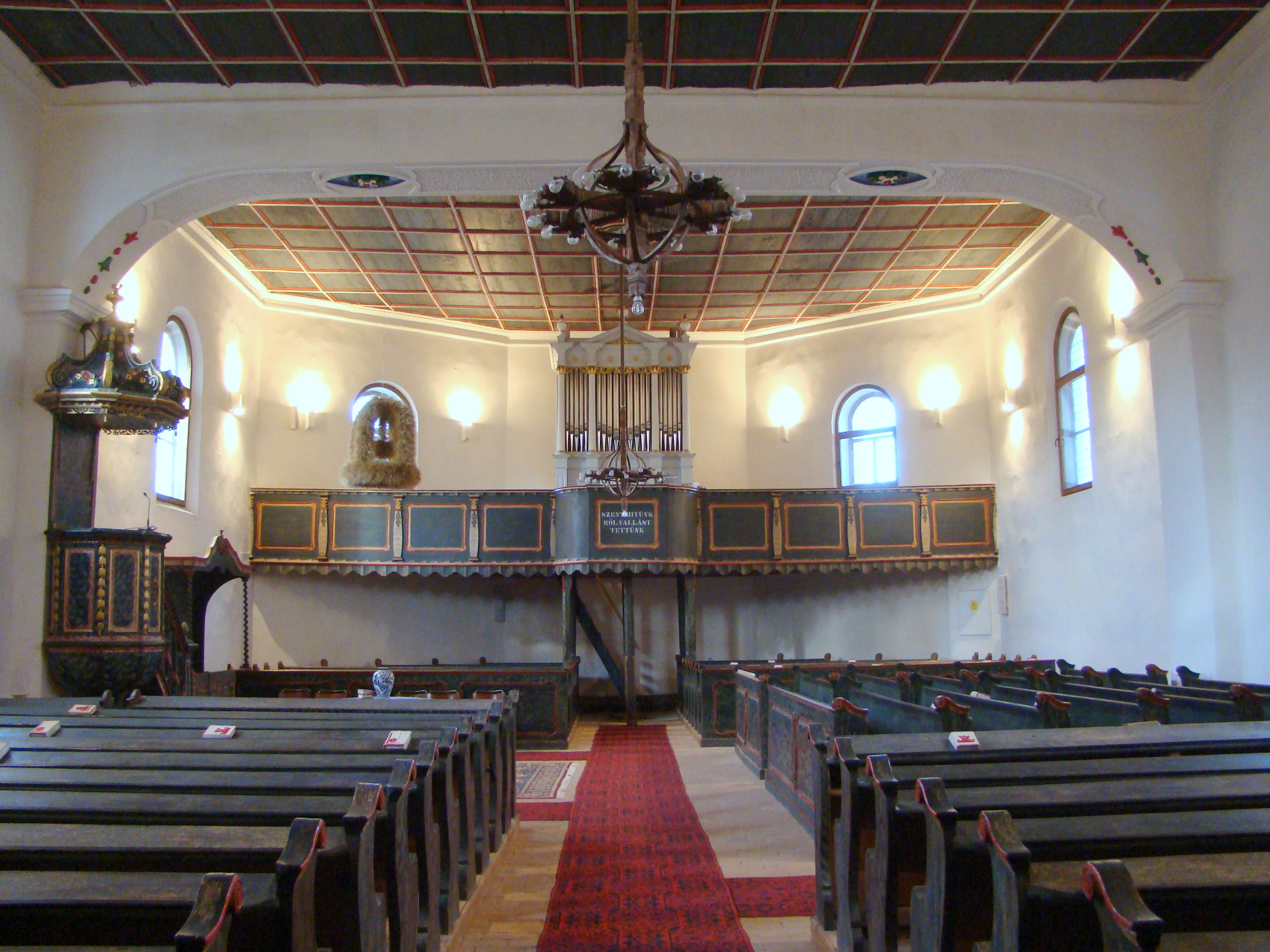
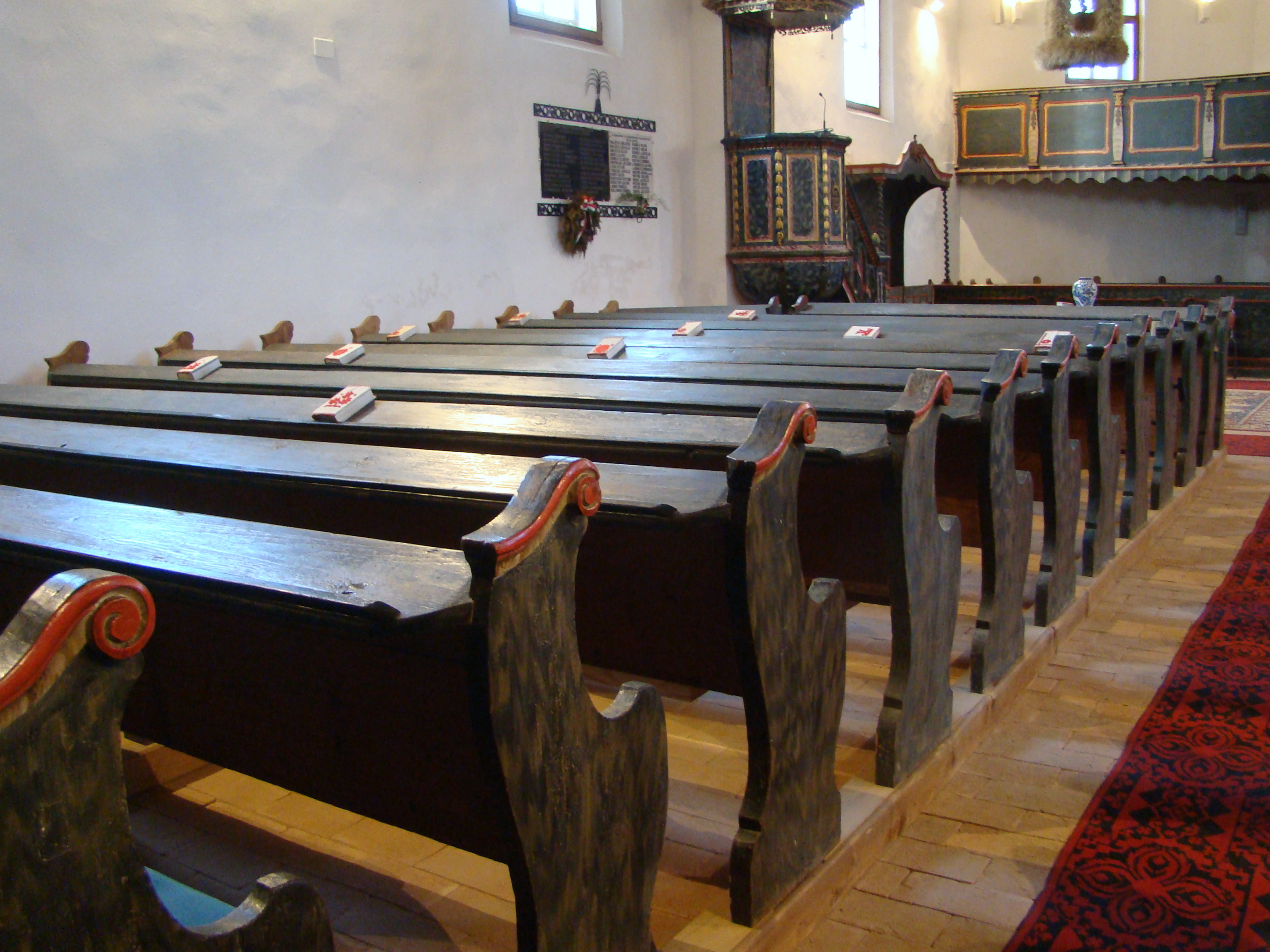
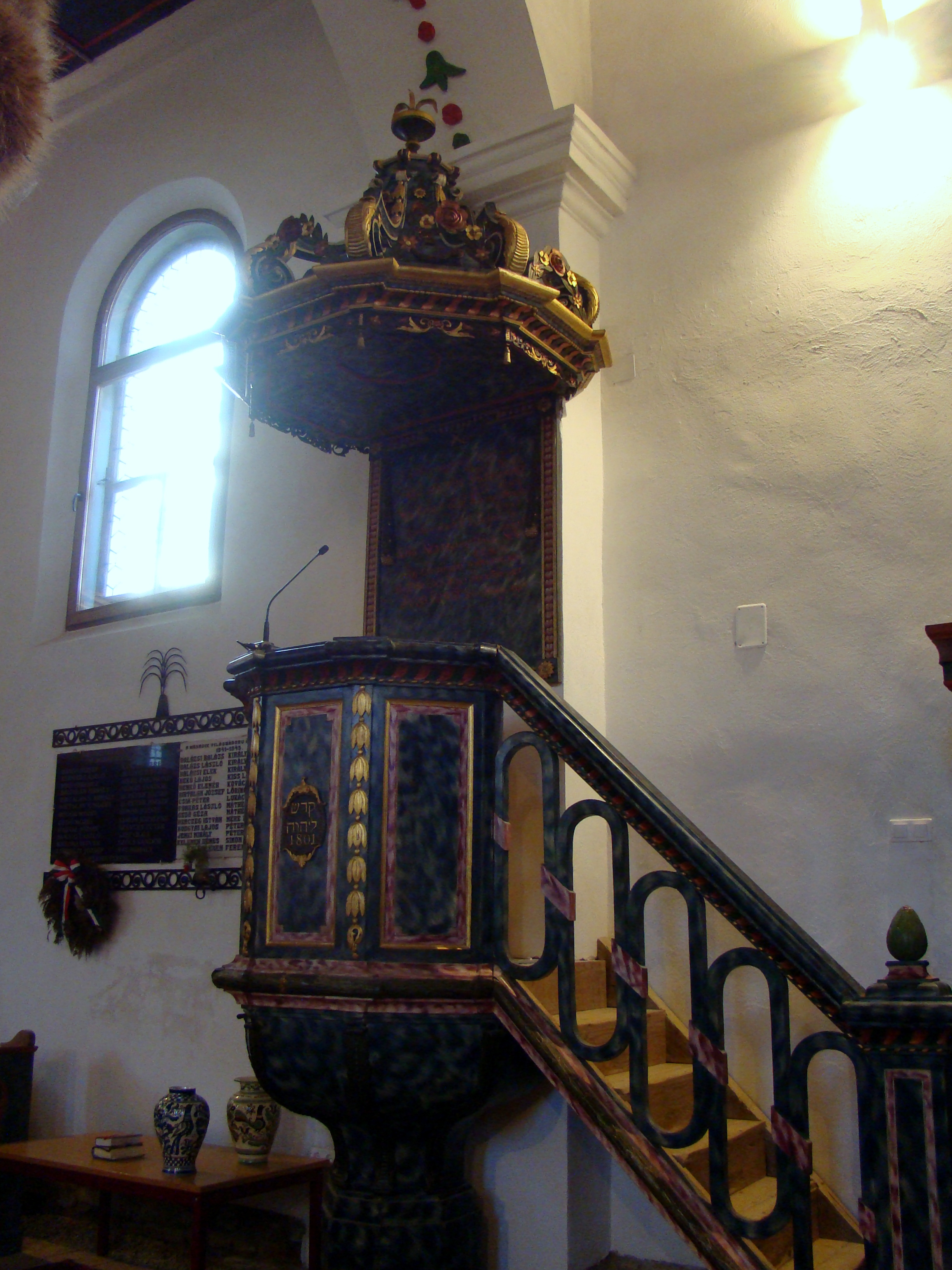
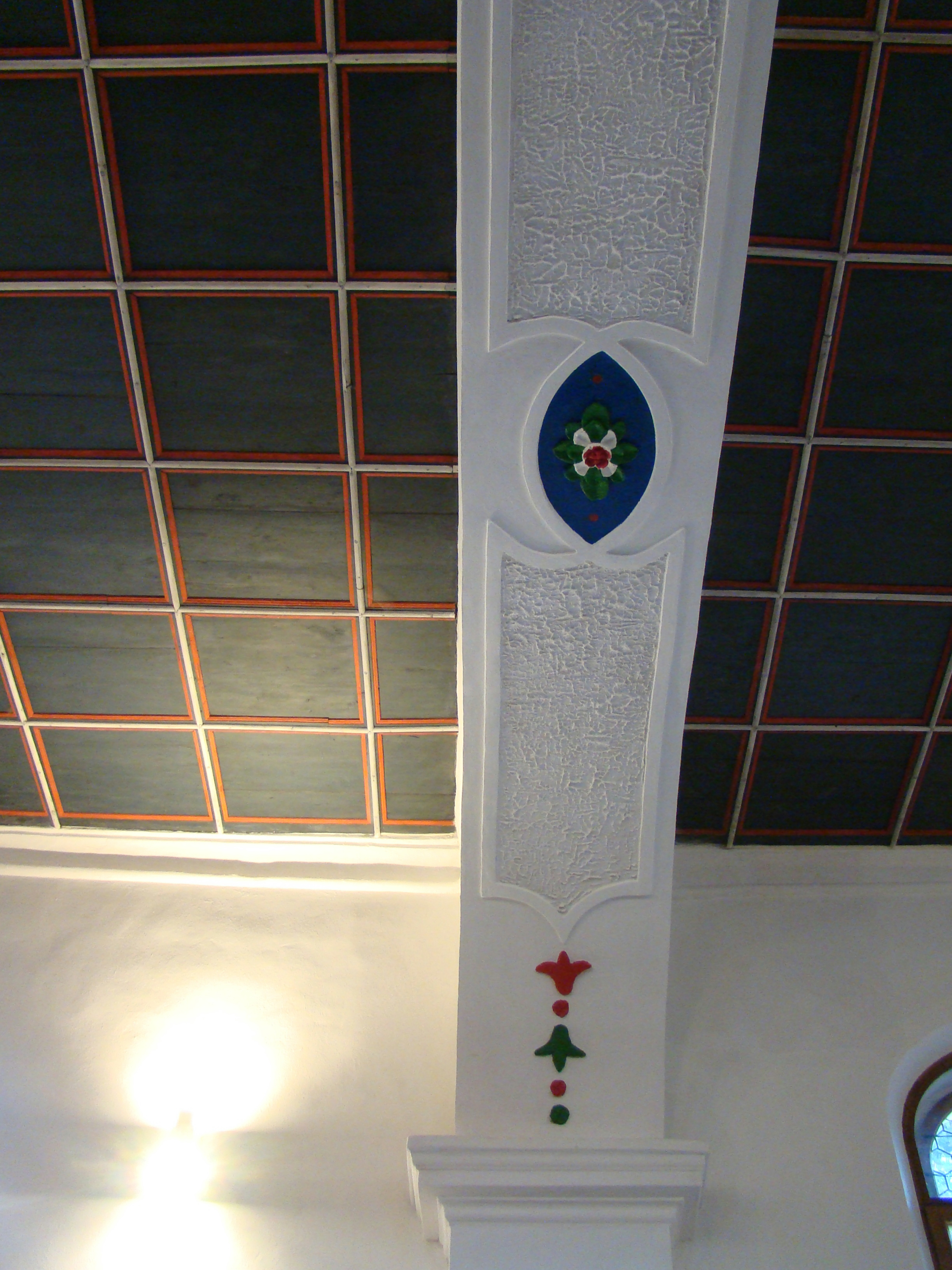
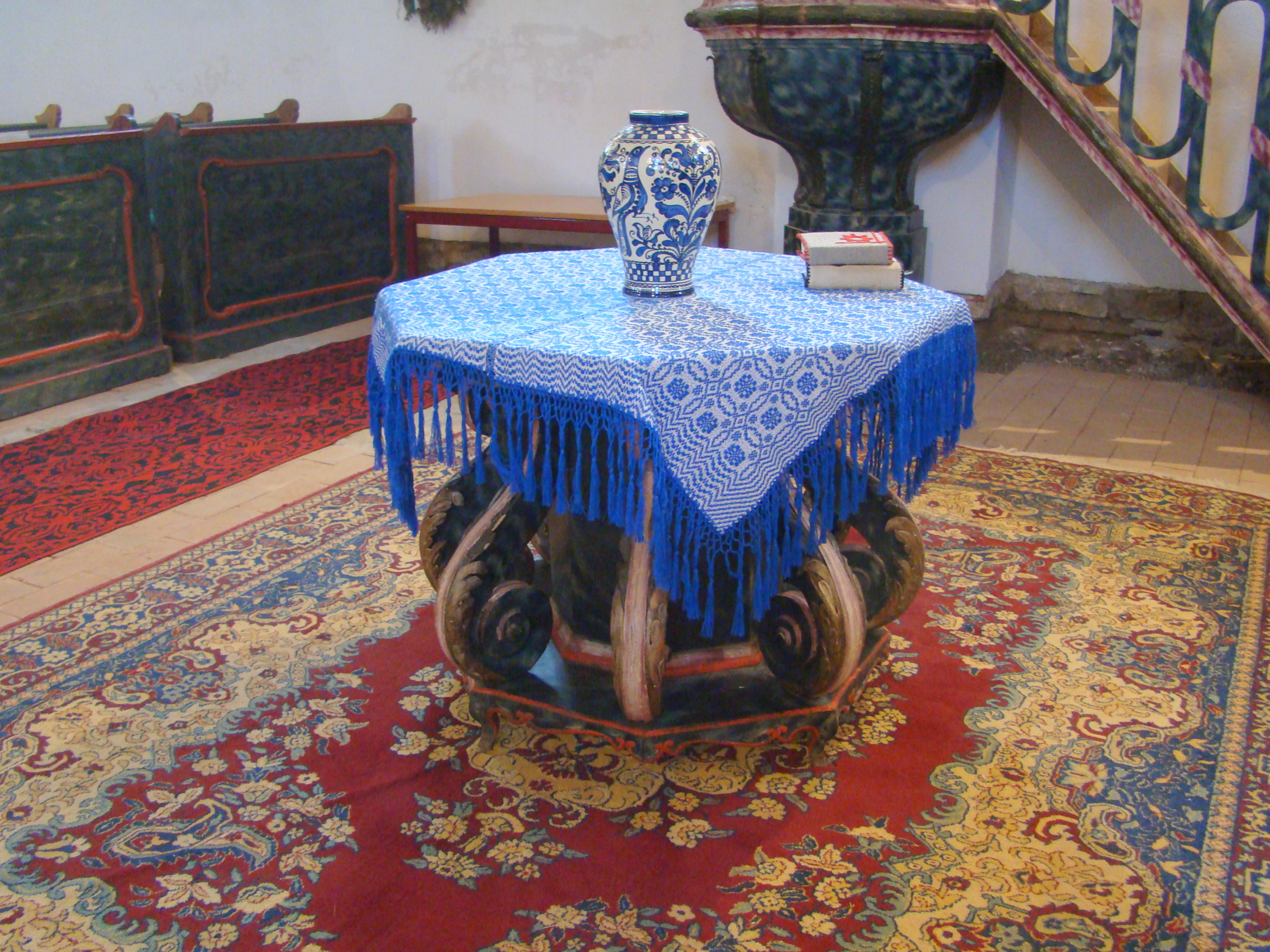
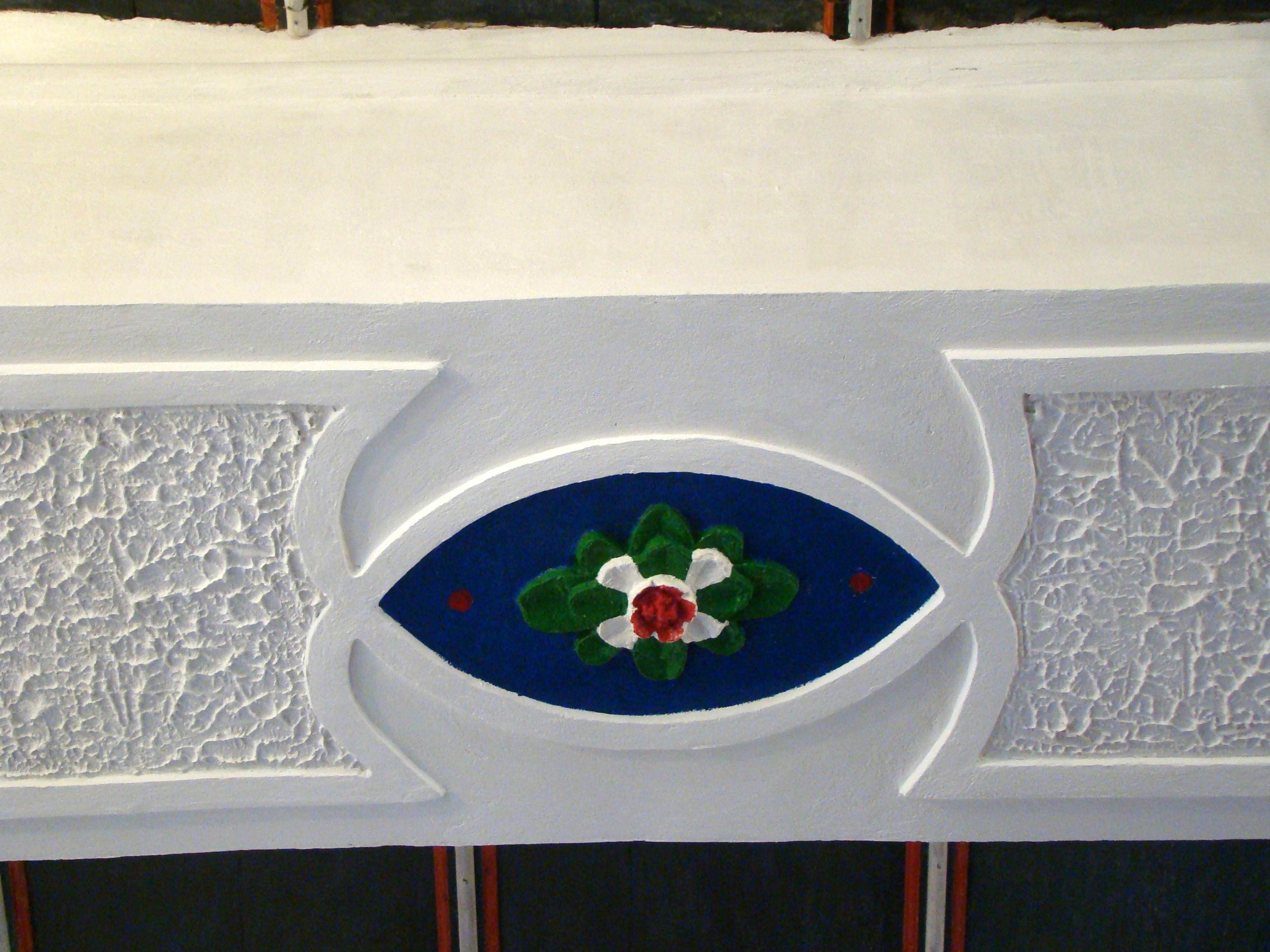
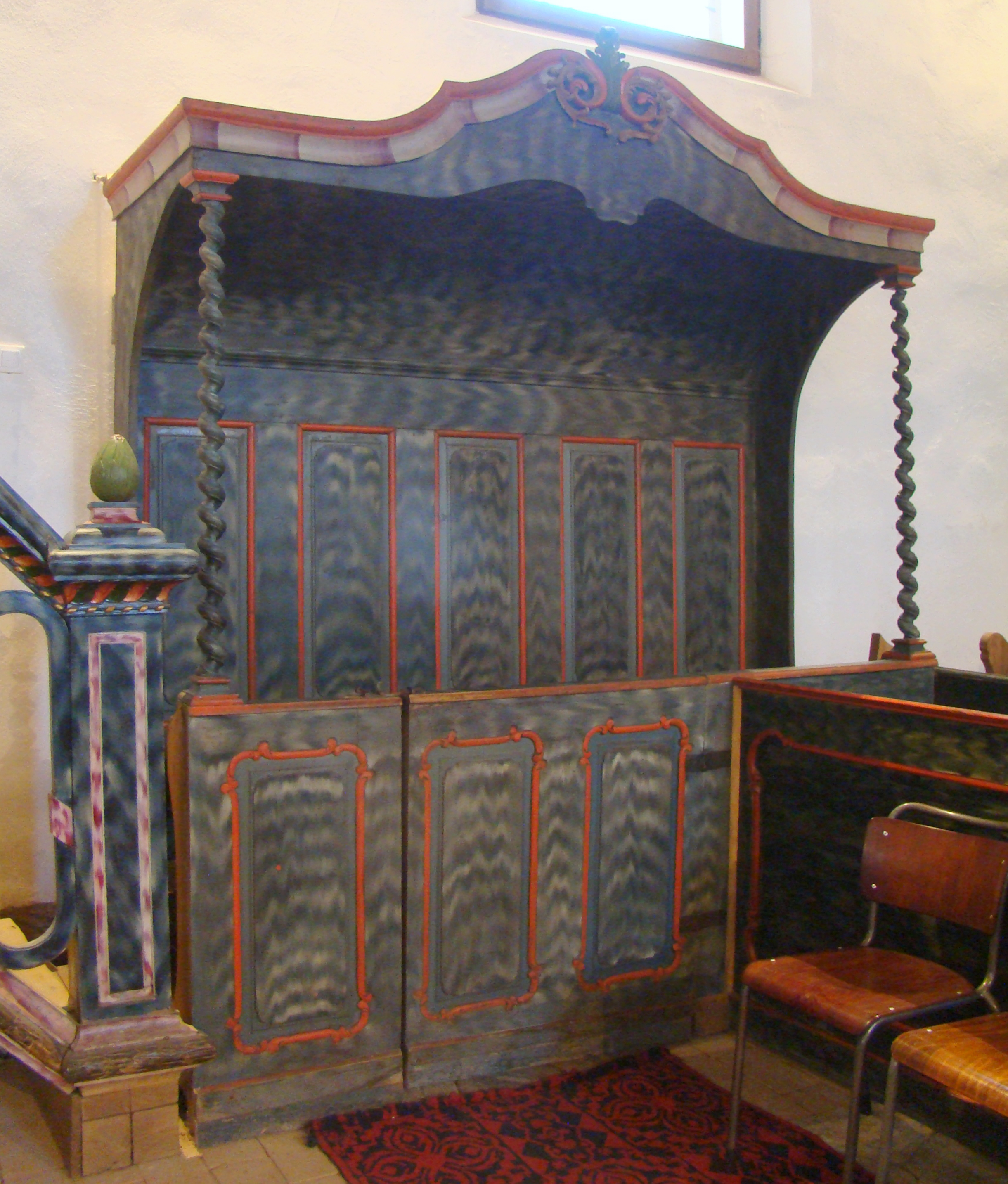
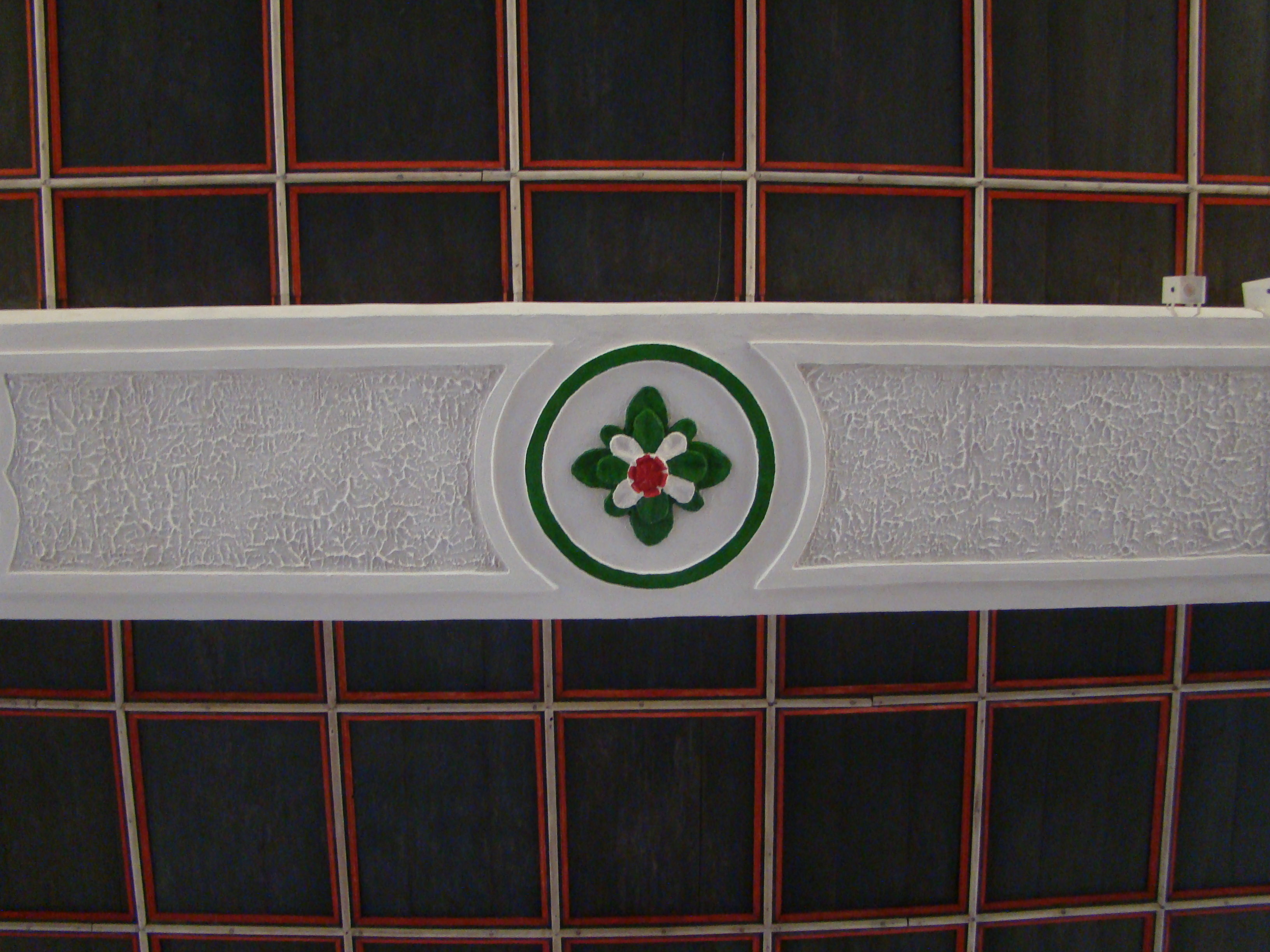
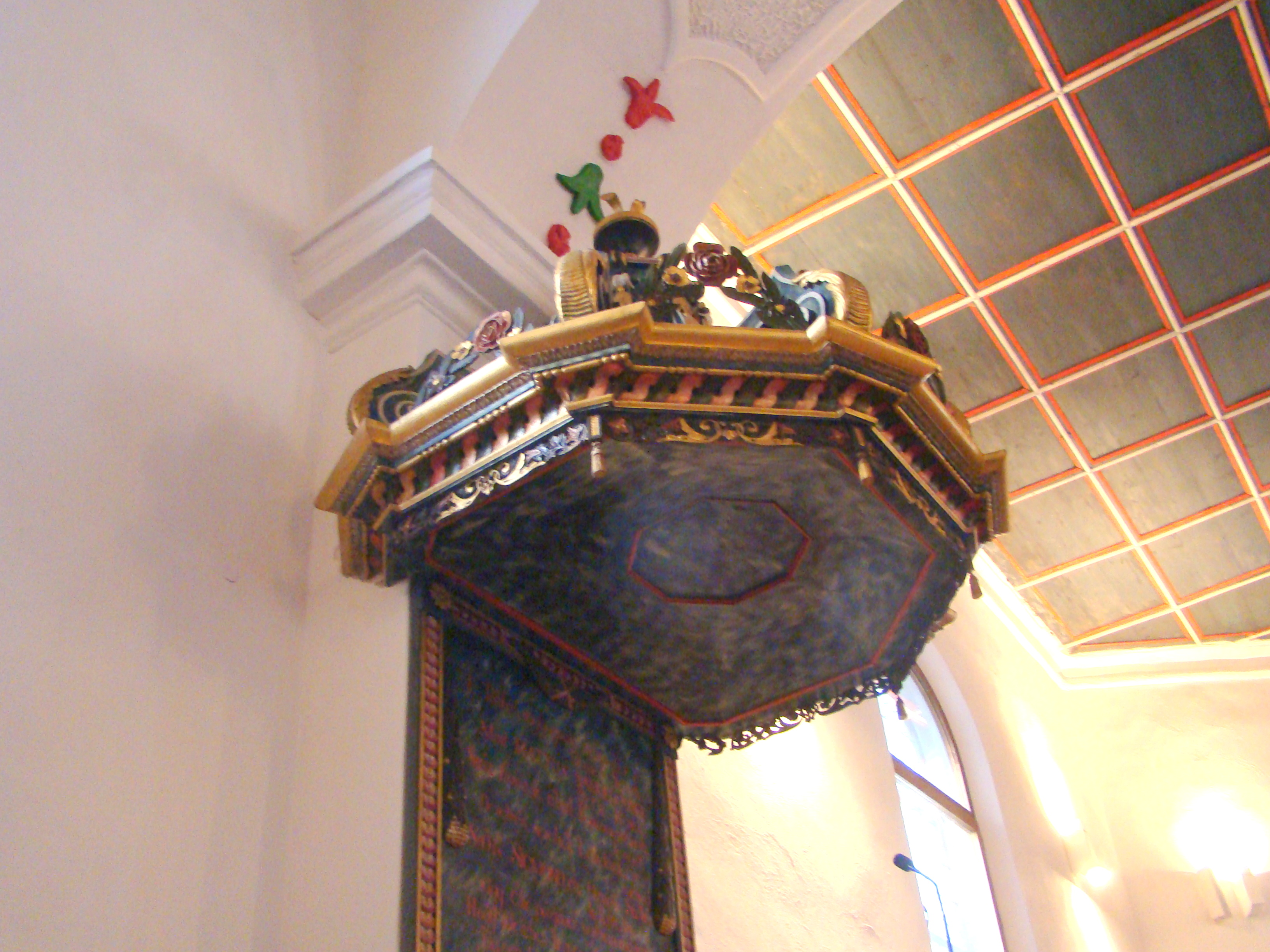
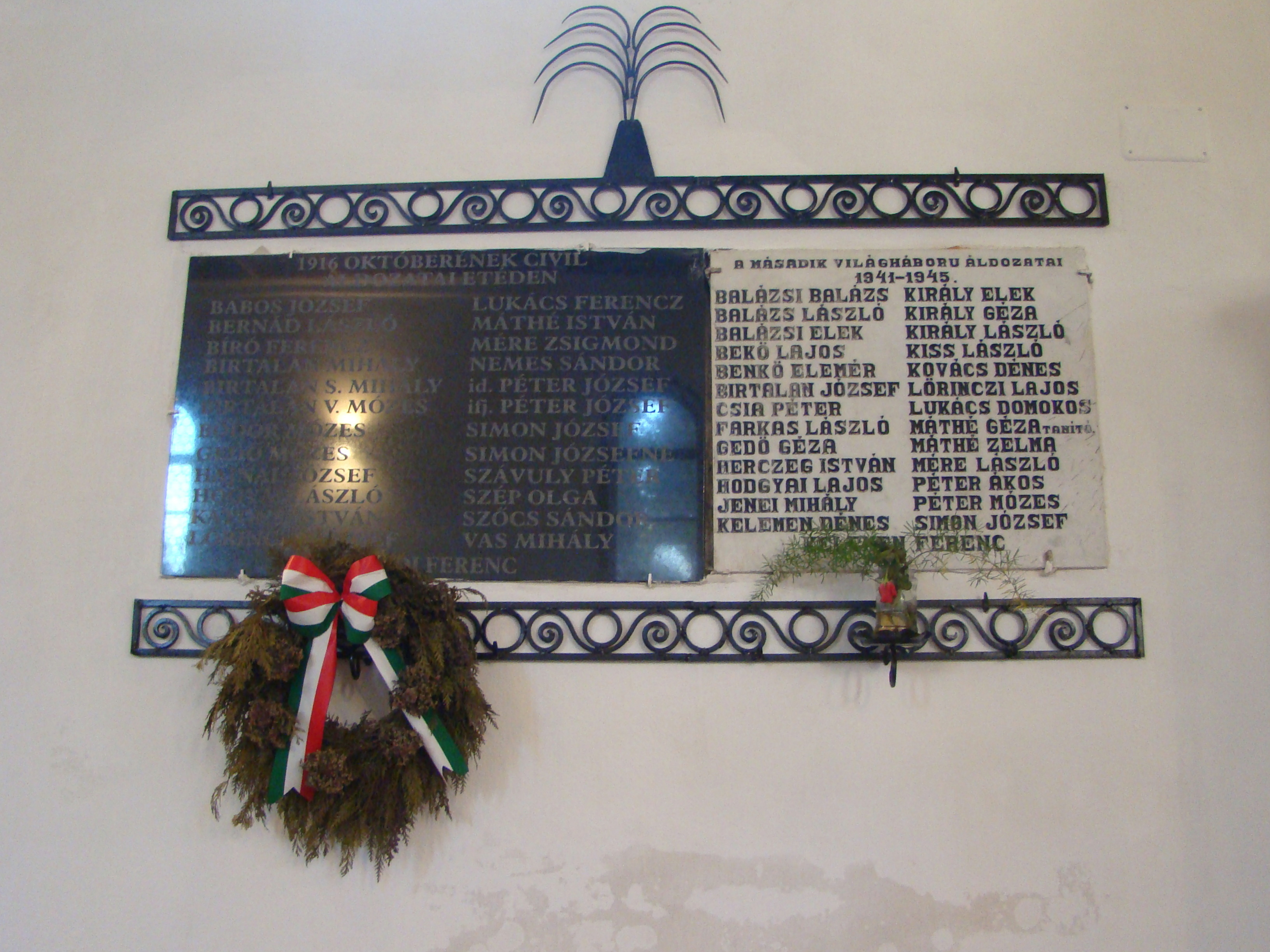
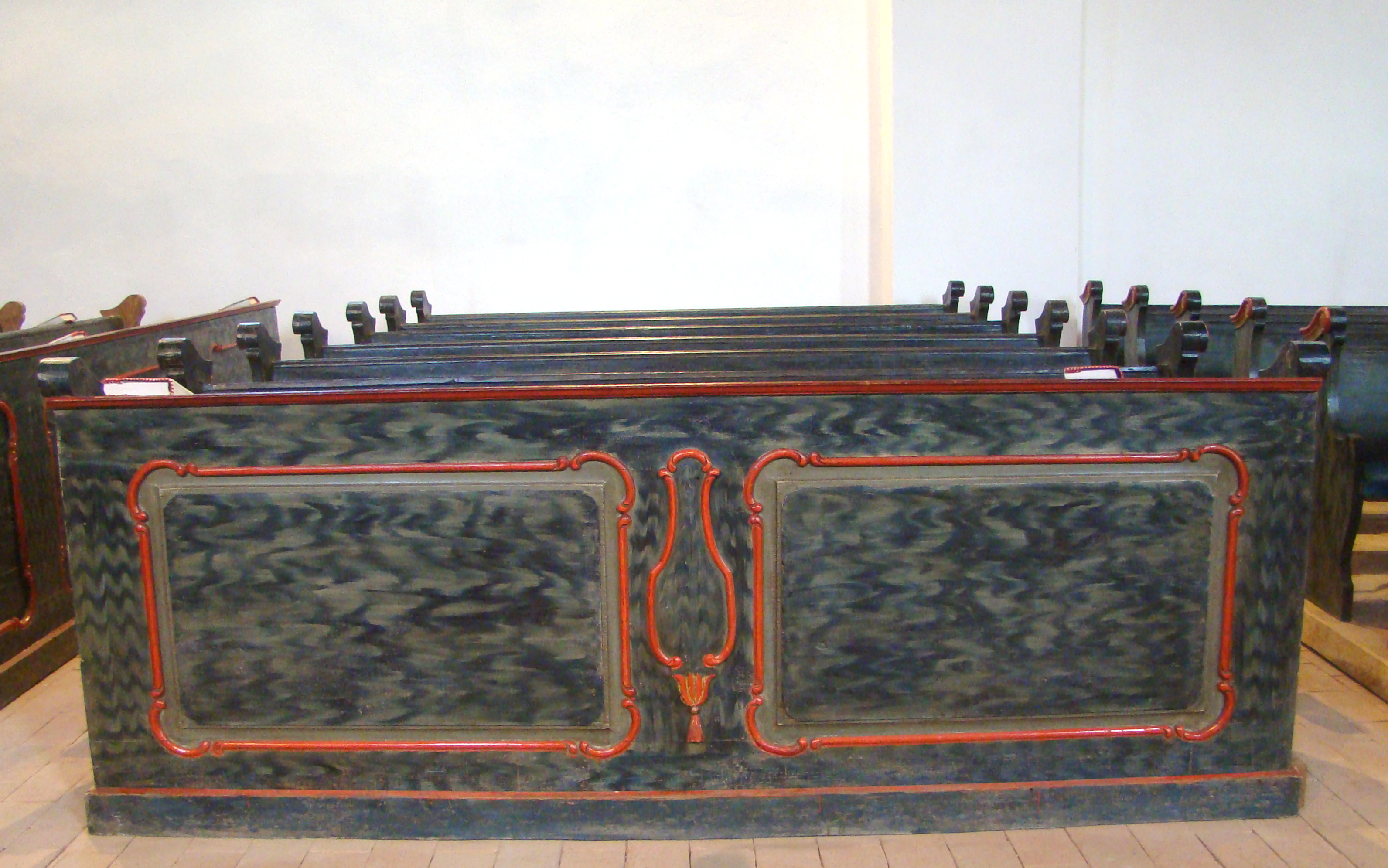
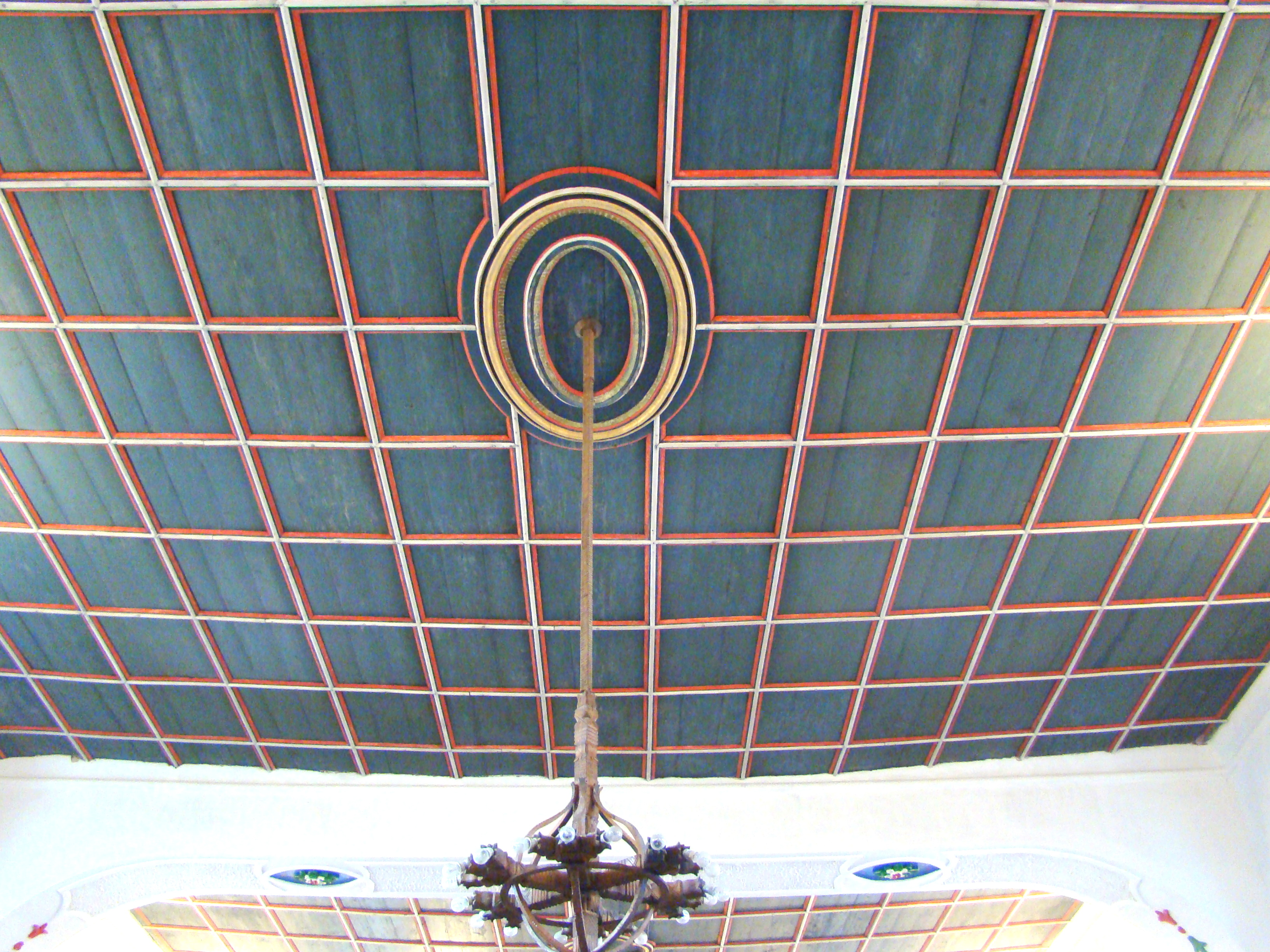
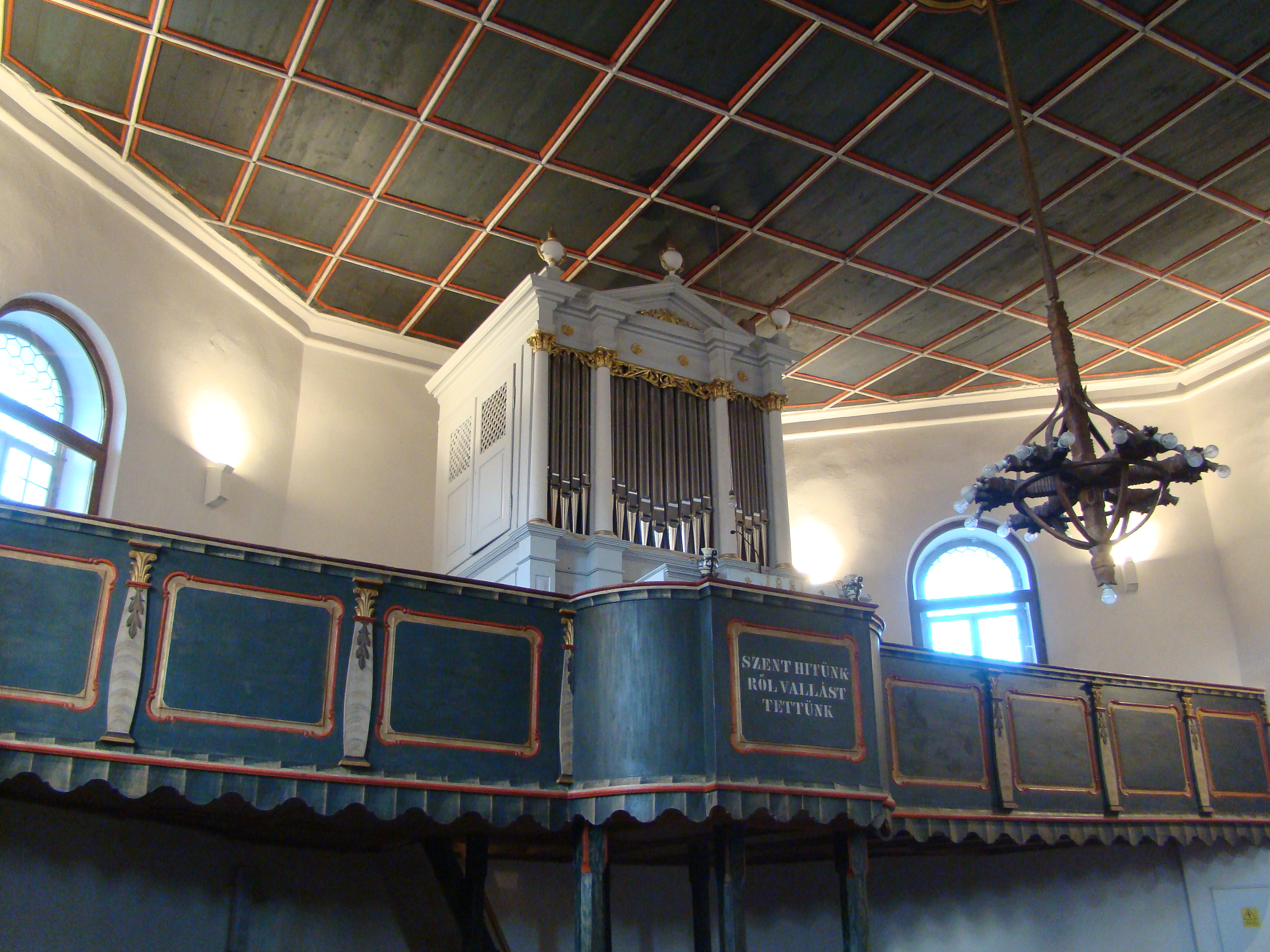
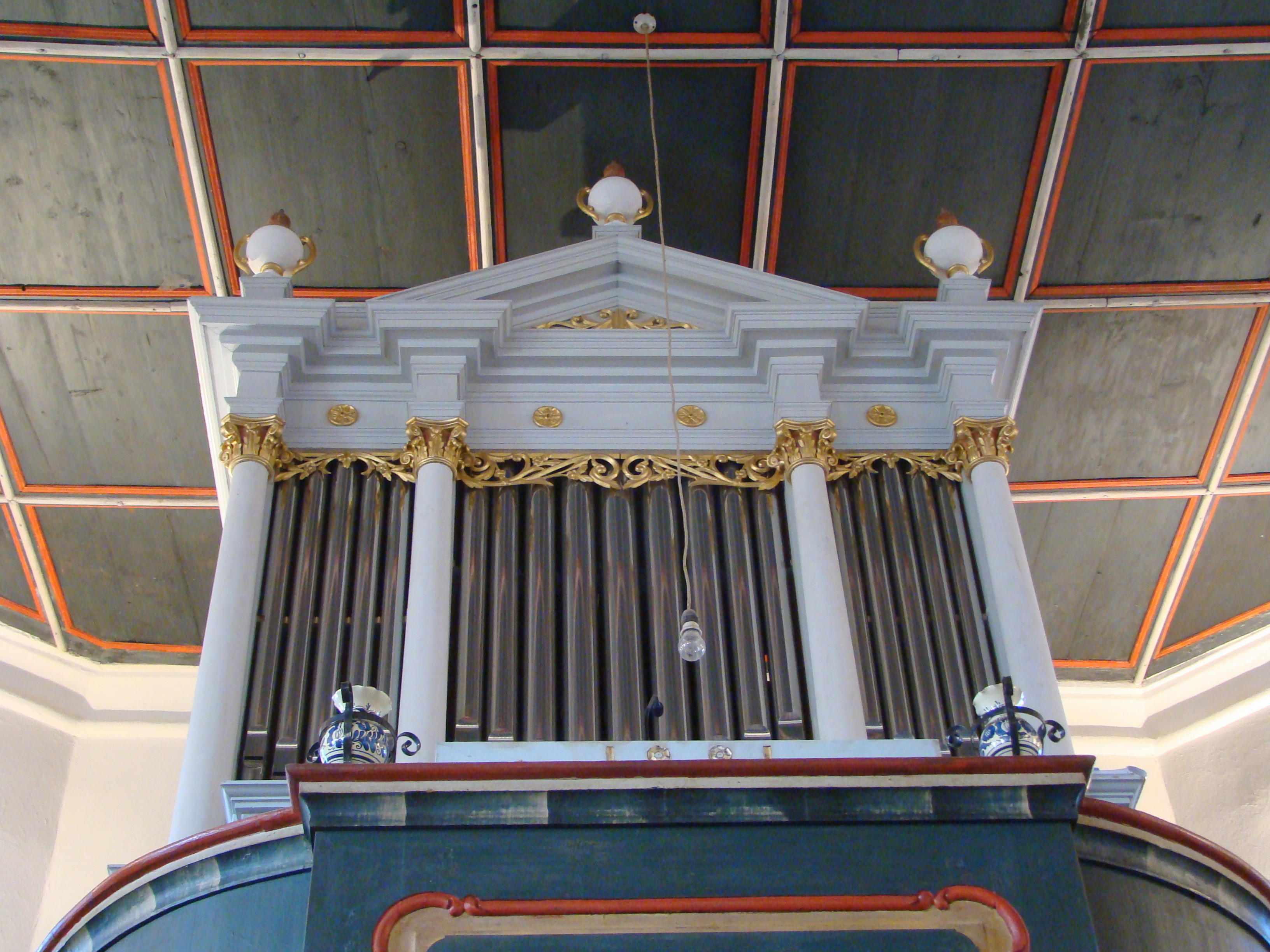
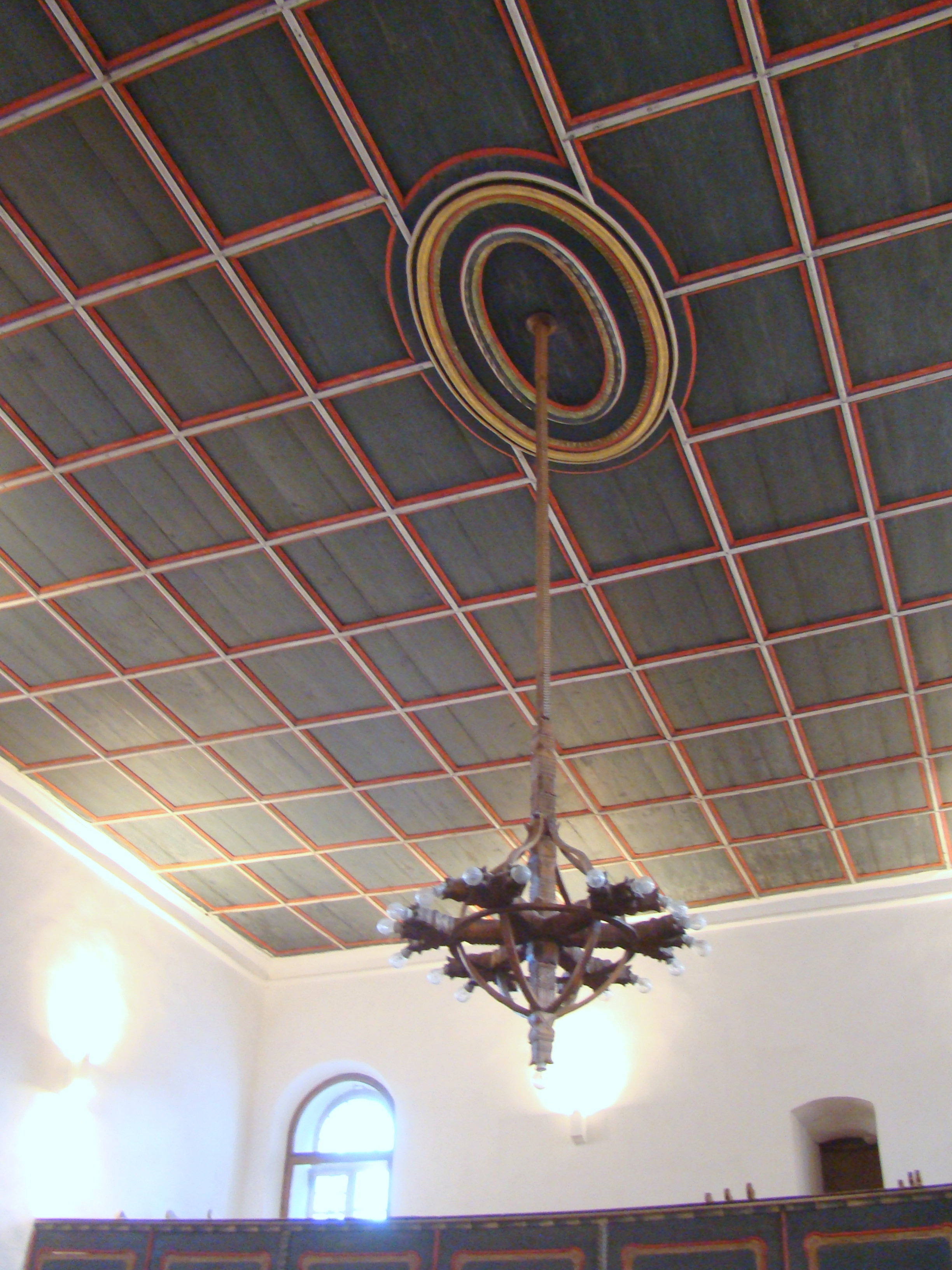
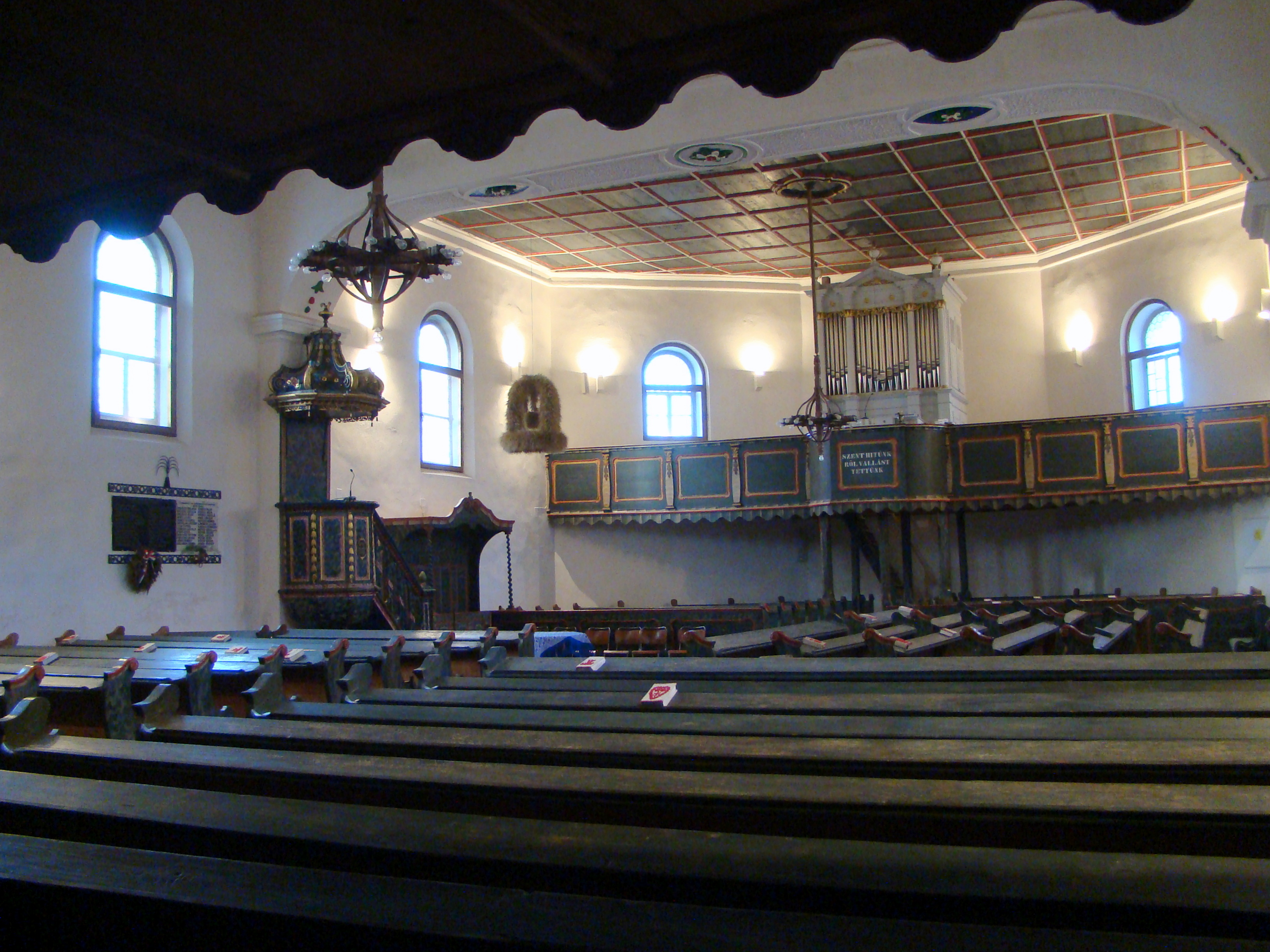
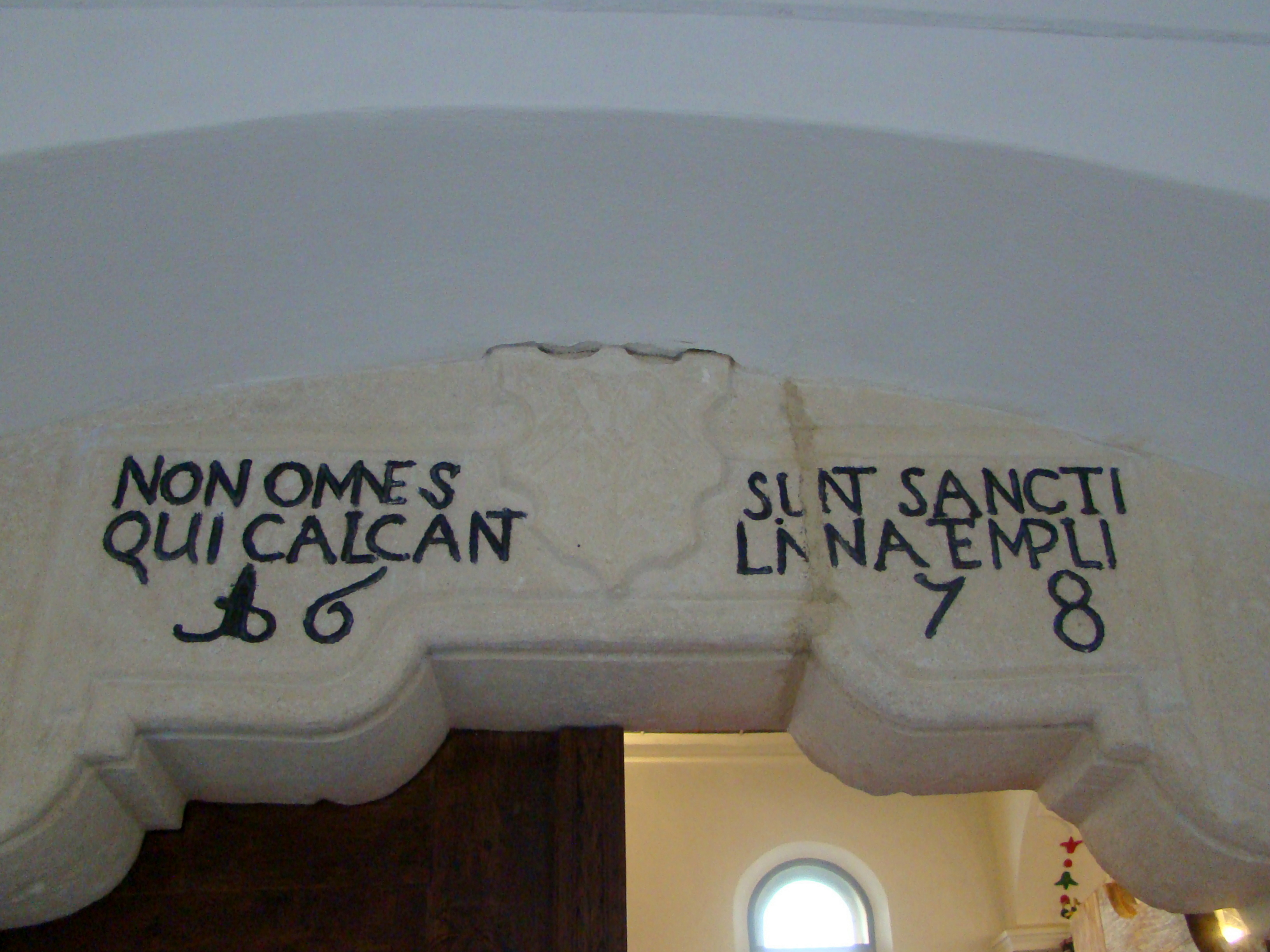
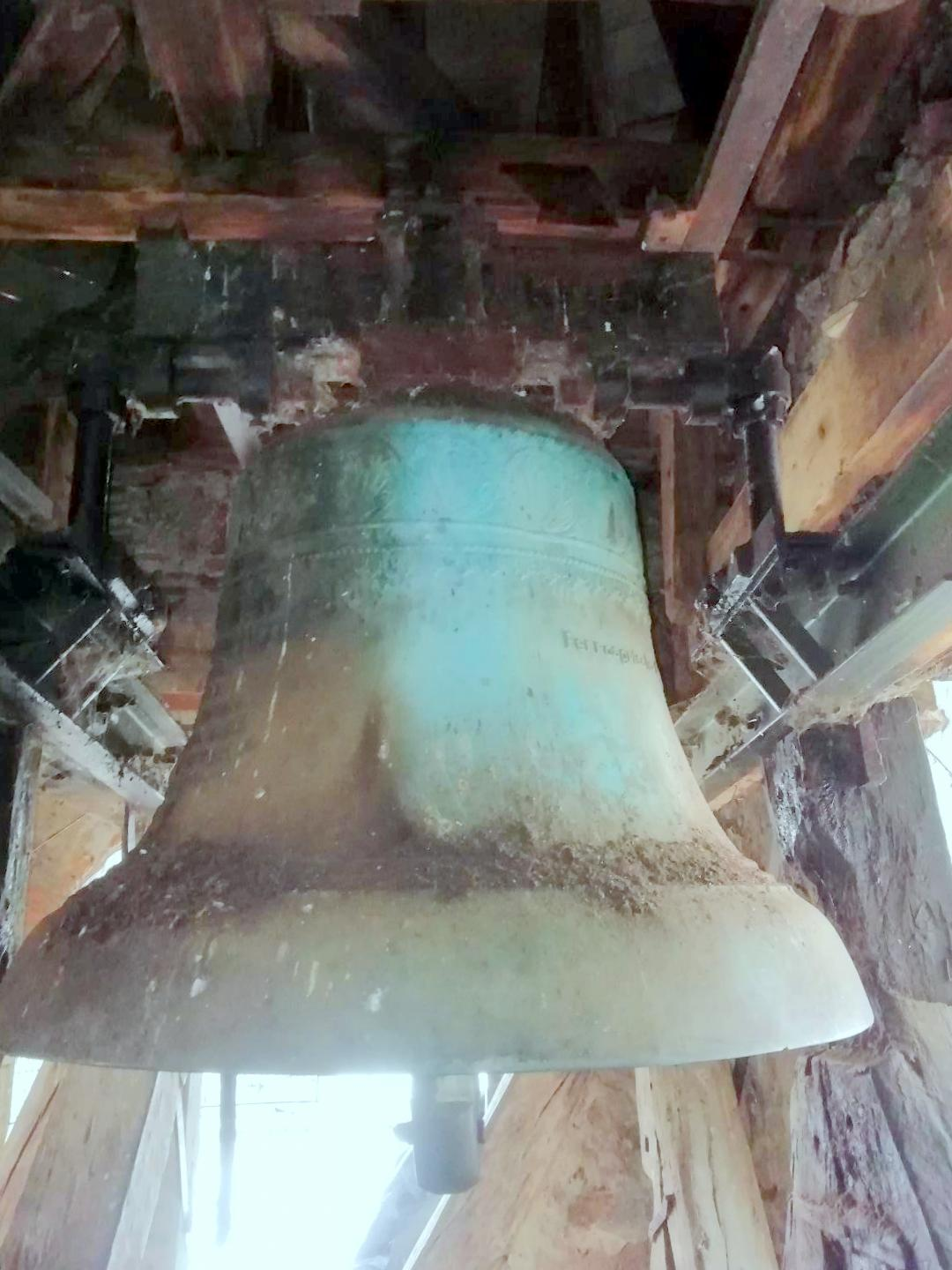
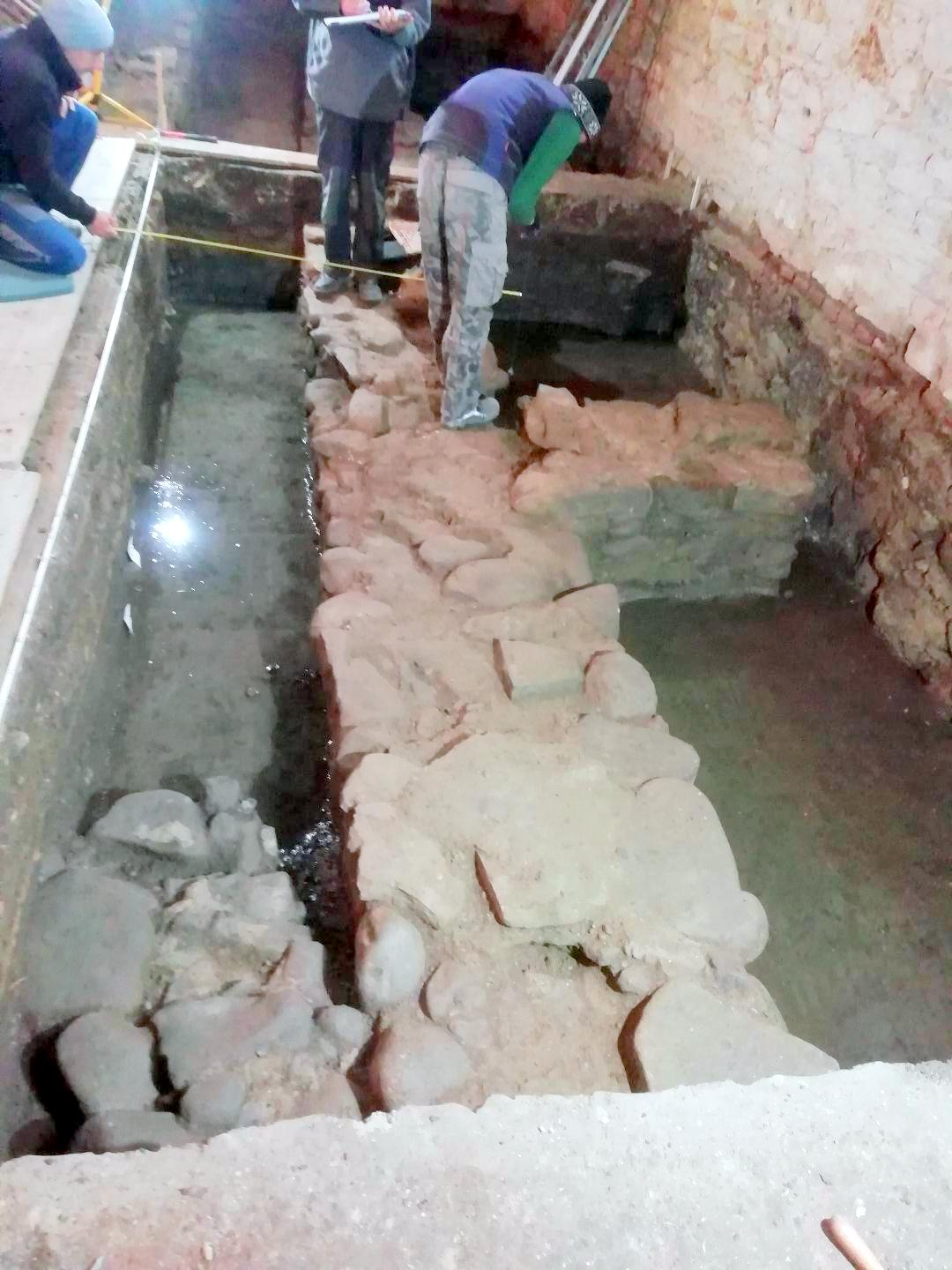

## Vezi și
- Atid, Harghita